# Metall alcalí
| Grup    | 1     |
| Període |       |
| 2       | 3 Li  |
| 3       | 11 Na |
| 4       | 19 K  |
| 5       | 37 Rb |
| 6       | 55 Cs |
| 7       | 87 Fr |

Els metalls alcalins són aquests sis elements químics: liti (Li), sodi (Na), potassi (K), rubidi (Rb), cesi (Cs) i franci (Fr). Aquests elements, juntament amb l'hidrogen (que és un gas), constitueixen el grup 1 que es troba en el bloc-s de la taula periòdica.
Tots els metalls alcalins tenen el seu electró més extern en un orbital-s, aquesta configuració electrònica compartida dona com a resultat que tinguin propietats característiques molt similars. De fet, els metalls alcalins proporcionen el millor exemple de patrons de grups semblants en les seves propietats de la taula periòdica, amb elements que exhibeixen un comportament característic homòleg. Aquesta família d'elements és també coneguda com la família del liti en ésser aquest el seu primer element.
Els metalls alcalins són metalls brillants, tous, altament reactius a temperatura i pressió estàndard i perden fàcilment el seu electró més extern per formar cations amb càrrega +1. Tots es poden tallar fàcilment amb un ganivet per la seva suavitat, exposant una superfície brillant que s'entela ràpidament en l'aire a causa de l'oxidació per la humitat atmosfèrica i l'oxigen (i en el cas del liti, nitrogen). A causa de la seva alta reactivitat, s'han d'emmagatzemar sota oli per evitar la reacció amb l'aire i es troben naturalment només en sals i mai com a elements lliures. El cesi, el cinquè metall alcalí, és el més reactiu de tots els metalls. Tots els metalls alcalins reaccionen amb l'aigua, i els metalls alcalins més pesants reaccionen més vigorosament que els més lleugers.
Tots els metalls alcalins descoberts es troben a la natura com els seus compostos: en ordre d'abundància, el sodi és el més abundant, seguit de potassi, liti, rubidi, cesi i finalment franci, que és molt rar causa de la seva radioactivitat extremadament alta; El franci es produeix només en petites empremtes en la naturalesa com un pas intermedi en algunes branques laterals fosques de les cadenes naturals de descomposició. S'han dut a terme experiments per a intentar la síntesi de l'ununenni (UUE), que probablement és el pròxim membre del grup; cap va tenir èxit. No obstant això, l'ununenni pot no ser un metall alcalí a causa dels efectes relativistes, que prediu que tenen una gran influència en les propietats químiques dels elements superpesants; fins i tot si resulta ser un metall alcalí, es preveu que tingui algunes diferències en les propietats físiques i químiques dels seus homòlegs més lleugers.
La majoria dels metalls alcalins tenen moltes aplicacions diferents. Una de les aplicacions més conegudes dels elements purs és l'ús de rubidi i cesi en els rellotges atòmics, dels quals els rellotges atòmics de cesi formen la base del segon. Una aplicació comuna dels compostos de sodi és la làmpada de vapor de sodi, que emet llum de manera molt eficient. La sal de taula, o clorur de sodi, s'ha utilitzat des de l'antiguitat. El liti s'usa com a medicament psiquiàtric i com a ànode en les bateries de liti. El sodi i el potassi també són elements essencials, que tenen funcions biològiques importants com electròlits, i encara que els altres metalls alcalins no són essencials, també tenen diversos efectes en el cos, tant beneficiosos com perjudicials.

## Història

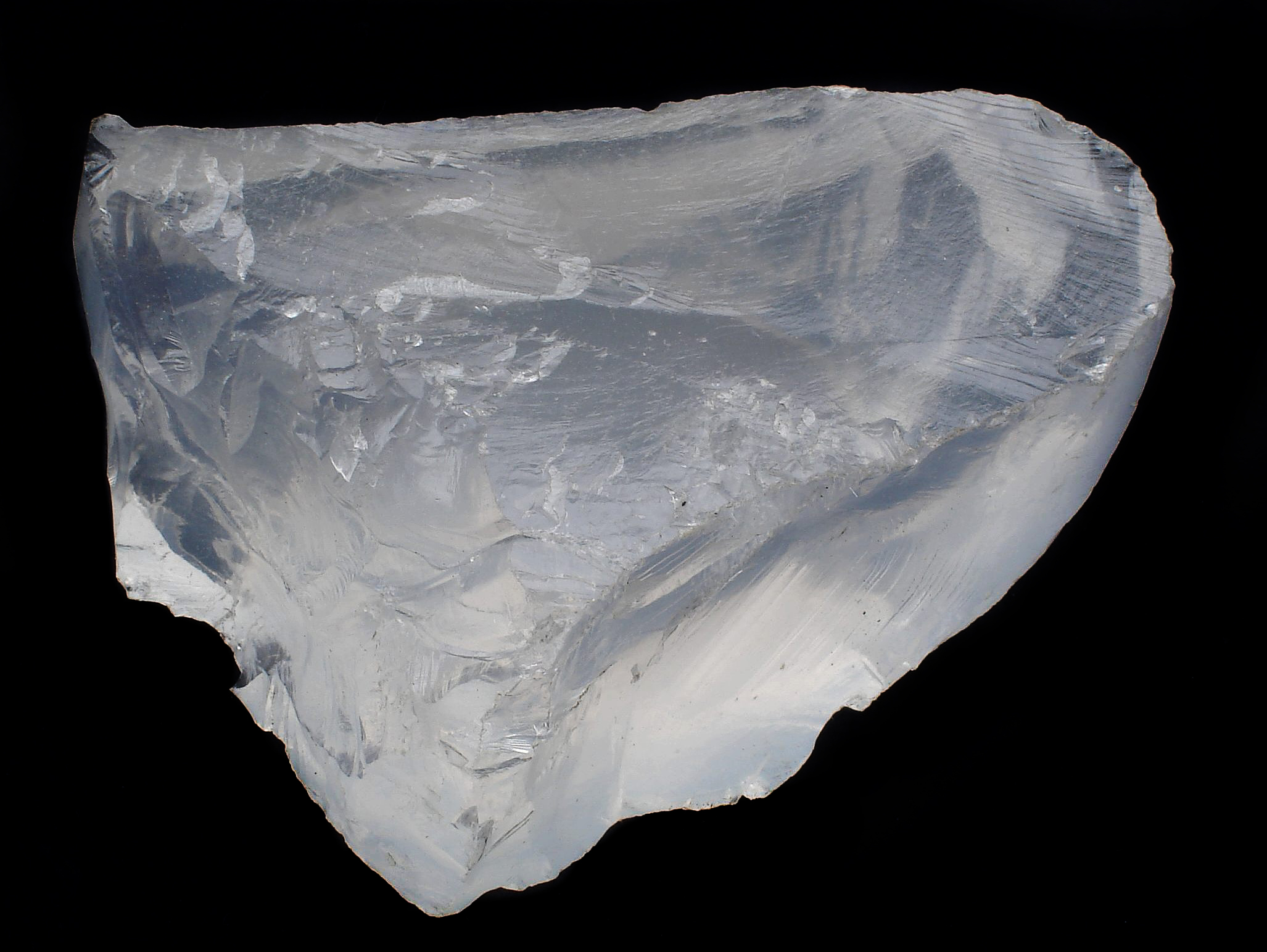
Petalita, el mineral del qual el liti es va aïllar per primera vegada.

Els compostos de sodi es coneixen des de l'antiguitat; la sal (clorur de sodi) ha estat un producte important en les activitats humanes, per exemple la paraula salari, en referència a salarium, els diners pagat als soldats romans per a la compra de sal. Si bé la potassa s'ha fet servir des de l'antiguitat, no es va entendre que la major part de la seva història fos una substància fonamentalment diferent de les sals minerals de sodi. Georg Ernst Stahl va obtenir evidència experimental que el va portar a suggerir la diferència fonamental de les sals de sodi i potassi en 1.702, i Henri-Louis Duhamel du Monceau va poder demostrar aquesta diferència el 1736. La composició química exacta dels compostos de potassi i sodi, i l'estat com a element químic de potassi i sodi, no es coneixia en aquell moment, de manera que Antoine Lavoisier no va incloure cap dels àlcalis en la seva llista d'elements químics el 1789.
El potassi pur va ser aïllat per primera vegada el 1807 a Anglaterra per Humphry Davy, qui ho va derivar de la potassa càustica (KOH, hidròxid de potassi) mitjançant l'ús d'electròlisi de la sal fosa amb la pila voltaica acabada d'inventar. Els intents previs d'electròlisi de la sal aquosa no van tenir èxit a causa de l'extrema reactivitat el potassi. El potassi va ser el primer metall que es va aïllar per electròlisis. Més tard aquest mateix any, Davy va informar que l'extracció de sodi de la substància semblant a la sosa càustica (NaOH, lleixiu) per una tècnica similar, demostrant que els elements i, per tant, les sals, són diferents.

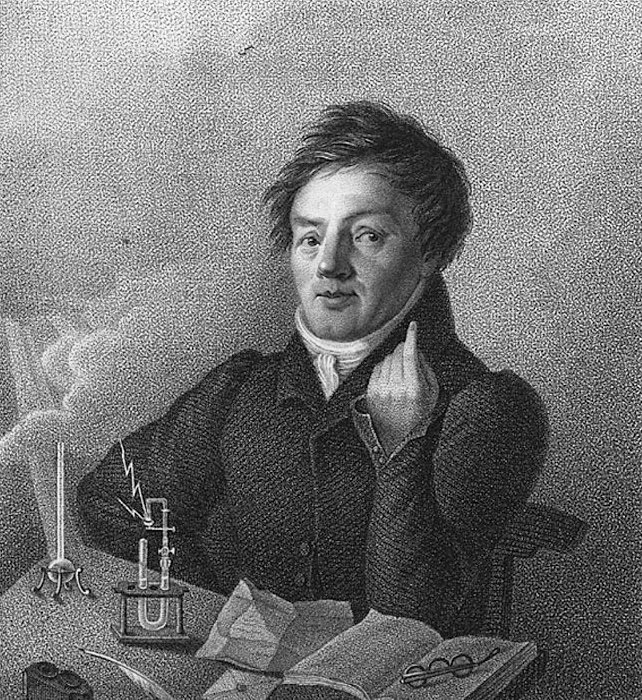
Johann Wolfgang Döbereiner va ser un dels primers a notar similituds entre el que ara es coneix com els metalls alcalins.

La petalita (Li Al Si₄ O10) va ser descoberta el 1800 pel químic brasiler José Bonifácio d'Andrada en una mina a l'illa de Utö, Suècia. No obstant això, no va ser fins al 1817 que Johan August Arfwedson, que treballava al laboratori del químic Jöns Jacob Berzelius, va detectar la presència d'un nou element mentre analitzava el mineral de petalita. Va notar que aquest nou element formava compostos similars als del sodi i el potassi, tot i que el seu carbonat i hidròxid eren menys solubles en aigua i més alcalins que els altres metalls alcalins. Berzelius li va donar el material desconegut el nom de liti/litina, de la paraula grega λιθoς (transliterada com lithos, que significa 'pedra'), per reflectir el seu descobriment en un mineral sòlid, a diferència del potassi, que s'havia descobert en les cendres de les plantes i sodi, que era conegut en part per la seva alta abundància en sang animal. Va anomenar al metall dins el material liti. El liti, el sodi i el potassi van ser part de la descoberta de la periodicitat, ja que es troben entre una sèrie de tríades d'elements en el mateix grup que Johann Wolfgang Döbereiner va assenyalar en 1850 que tenien propietats similars.

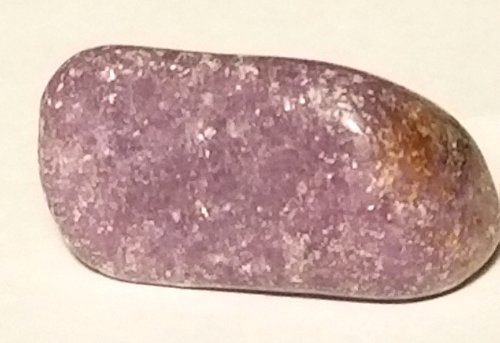
Lepidolita, el mineral del qual es va aïllar el rubidi per primera vegada.

El rubidi i el cesi van ser els primers elements que es van descobrir utilitzant l'espectroscopi, inventat el 1859 per Robert Bunsen i Gustav Kirchhoff. L'any següent, van descobrir el cesi en l'aigua mineral del Bad Dürkheim, Alemanya. El seu descobriment del rubidi es va produir l'any següent a Heidelberg, Alemanya, i el va trobar en el mineral lepidolita. Els noms de rubidi i cesi provenen de les línies més prominents en els seus espectres d'emissió: una línia vermella brillant per rubidi (de la paraula llatina rubidus, que significa vermell fosc o vermell brillant), i una línia blau cel per cesi (derivat de la paraula llatina caesius, que significa blau cel).
Al voltant de 1865, John Newlands va produir una sèrie de documents on va enumerar els elements en ordre d'augment del pes atòmic i propietats físiques i químiques similars que es repetien a intervals de vuit; va comparar aquesta periodicitat amb les octaves de la música, on les notes separades per una octava tenen funcions musicals similars. La seva versió va reunir tots els metalls alcalins coneguts (liti a cesi), així com coure, plata i tal·li (que mostren l'estat d'oxidació +1 característic dels metalls alcalins), en un grup. La seva taula col·locava hidrogen amb els halògens.
Després de 1869, Dmitri Mendeléiev va proposar la seva taula periòdica col·locant el liti en la part superior d'un grup amb: sodi, potassi, rubidi, cesi i tal·li Dos anys després, Mendeléiev va revisar la seva taula, col·locant hidrogen en el grup 1 sobre el liti, i també movent el tal·li a el grup de bor. En aquesta versió de 1871, el coure, la plata i l'or es van col·locar dues vegades, una vegada com a part de el grup IB, i un cop com a part d'un grup VIII que abasta els grups actuals 8 a 11. Després de la introducció de la taula de 18 columnes, els elements de el grup IB es van moure a la seva posició actual en el bloc d, mentre que els metalls alcalins es van deixar en el grup IA. Més tard, el nom del grup va ser canviat a al grup 1 el 1988. El nom trivial metalls alcalins prové del fet que els hidròxids dels elements del grup 1 són tots àlcalis forts quan es dissolen en aigua.

La segona taula periòdica de Dmitri Mendeléiev, proposada el 1871 que mostra hidrogen i els metalls alcalins com a part del seu grup I, juntament amb coure, plata i or.

Va haver-hi almenys quatre descobriments erronis i incomplets abans que Marguerite Perey, de l'Institut Curie a París, descobrís el franci el 1939 al purificar una mostra d'actini-227, que s'havia informat a tenir una energia de descomposició de 220 keV. No obstant això, Perey va notar partícules de descomposició amb un nivell d'energia per sota de 80 keV. Perey va pensar que aquesta activitat de descomposició podria haver estat causada per un producte de descomposició no identificat prèviament, un que es va separar durant la purificació, però va sorgir novament de l'actini pur 227. Diverses proves van eliminar la possibilitat que l'element desconegut sigui tori, radi, plom, bismut o tal·li. El nou producte va exhibir propietats químiques d'un metall alcalí (com coprecipitar amb sals de cesi), el que va portar a Perey a creure que era l'element 87, causat per la desintegració alfa de l'actini-227. Després, Perey va intentar determinar la proporció de desintegració beta a desintegració alfa en l'actini-227. La seva primera prova va posar la ramificació alfa en 0.6%, una xifra que després va revisar a l'1%.
El següent element sota el franci en la taula periòdica seria l'ununenni (UUE), l'element 119. La síntesi de l'ununenni es va intentar per primera vegada el 1985 bombardejant un objectiu d'einsteini 254 amb ions de calci-48 en l'accelerador superHILAC a Berkeley, Califòrnia. No es van identificar àtoms, el que va conduir a un rendiment limitant de 300 nb.
És molt poc probable que aquesta reacció pugui crear àtoms d'ununenni en el futur proper, donada la tasca extremadament difícil de produir quantitats suficients d'einsteini 254, que és afavorida per a la producció d'elements ultrapesants causa de la seva gran grandària, massa, vida mitjana relativament llarga de 270 dies i disponibilitat en quantitats significatives de diversos micrograms, per fer un objectiu prou gran com per augmentar la sensibilitat de l'experiment al nivell requerit; l'einsteini no s'ha trobat en la naturalesa i només s'ha produït en laboratoris, i en quantitats més petites que les necessàries per a la síntesi efectiva d'elements superpesants. No obstant això, atès que l'ununenni és només el primer element del període 8 a la taula periòdica estesa, bé pot descobrir-se en el futur proper a través d'altres reaccions, i de fet un intent de sintetitzar està actualment en curs al Japó. Actualment, cap dels elements del període 8 s'ha descobert encara, i també és possible, a causa de la inestabilitat per degoteig, que només els elements del període 8 inferior, fins a l'element 128, siguin físicament possibles. No s'ha intentat sintetitzar metalls alcalins més pesants: a causa del seu nombre atòmic extremadament alt, requeririen mètodes i tecnologia nous i més potents per fabricar-los.

## Ocurrència

### En el sistema solar
La regla d'Oddo-Harkins sosté que els elements amb nombres atòmics parells són més comuns que aquells amb nombres atòmics imparells, amb l'excepció de l'hidrogen. Aquesta regla argumenta que els elements amb nombres atòmics imparells tenen un protó no aparellat i és més probable que en capturin un altre, augmentant així el seu nombre atòmic. En elements amb nombres atòmics parells, els protons estan aparellats, amb cada membre de la parella compensant el gir de l'altre, millorant la estabilitat. Tots els metalls alcalins tenen nombres atòmics imparells i no són tan comuns com els elements amb nombres atòmics parells adjacents (els gasos nobles i els metalls alcalinoterris) en el Sistema Solar. Els metalls alcalins més pesants també són menys abundants que els més lleugers, ja que els metalls alcalins a partir del rubidi en endavant només es poden sintetitzar en supernoves i no en nucleosíntesi estel·lar. El liti també és molt menys abundant que el sodi i el potassi, ja que es sintetitza poc en la nucleosíntesi del big-bang i en les estrelles: el big-bang només pot produir traces de liti, beril·li i bor causa de l'absència d'un nucli estable amb 5 o 8 nucleons, i la nucleosíntesi estel·lar només podrien passar aquest coll d'ampolla pel procés triple-alfa, fusionant tres nuclis d'heli per formar carboni i saltant sobre aquests tres elements.

### En la Terra
La Terra es va formar a partir del mateix núvol de matèria que va formar el Sol, però els planetes van adquirir diferents composicions durant la formació i evolució de sistema solar. Al seu torn, la història natural de la Terra va provocar que parts d'aquest planeta tinguessin diferents concentracions dels elements. La massa de la Terra és aproximadament 5,98 ×1024 kg. Es compon principalment de ferro (32,1%), oxigen (30,1%), silici (15,1%), magnesi (13,9%), sofre (2,9%), níquel (1,8%), calci (1,5%) i alumini (1,4%); El 1,2% restant consisteix en petites quantitats d'altres elements. A causa de la diferenciació planetària, es creu que la regió central està composta principalment de ferro (88.8%), amb petites quantitats de níquel (5,8%), sofre (4,5%) i menys d'1% d'oligoelements.
Els metalls alcalins, per la seva alta reactivitat, no apareixen de forma natural en estat pur. Són litòfils i, per tant, romanen prop de la superfície de la Terra perquè es combinen fàcilment amb l'oxigen i, per tant, s'associen fortament amb el sílice, formant minerals de densitat relativament baixa que no s'enfonsen en el nucli de la Terra. El potassi, el rubidi i el cesi també són elements incompatibles causa de les seves grans ràdis iònics.
El sodi i el potassi són molt abundants a la terra, tots dos es troben entre els deu elements més comuns en l'escorça terrestre; el sodi constitueix aproximadament el 2,6% del pes de l'escorça terrestre, convertint-lo en el sisè element més abundant i el metall alcalí més abundant. El potassi constitueix aproximadament el 1.5% de l'escorça terrestre i és el setè element més abundant. El sodi es troba en molts minerals diferents, dels quals el més comú és la sal ordinària (clorur de sodi), que es produeix en grans quantitats dissoltes en l'aigua de mar. Altres dipòsits sòlids inclouen halita, anfíbol, criolita, nitratina i zeolita. Molts d'aquests dipòsits sòlids es produeixen com a resultat de l'evaporació dels antics mars, que encara es produeixen ara en llocs com el Gran Llac Salat de Utah i el Mar Mort. Malgrat la seva abundància gairebé igual en l'escorça terrestre, el sodi és molt més comú que el potassi en l'oceà, tant perquè la major grandària del potassi fa que les seves sals siguin menys solubles, com perquè el potassi està lligat per silicats en el sòl i les lixiviacions de potassi s'absorbeixen molt més fàcilment per vida vegetal que el sodi.

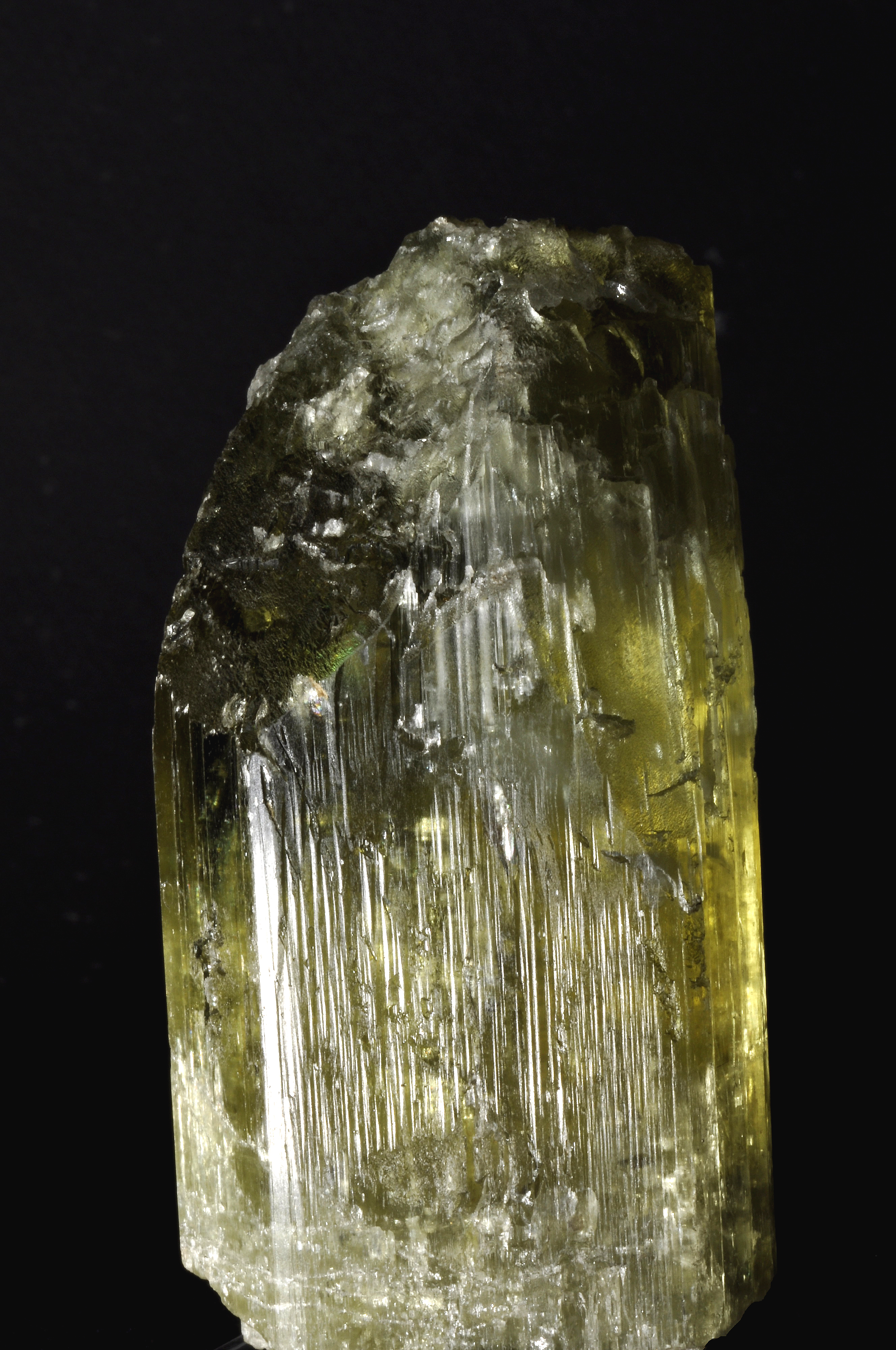
Espodumena, un important mineral de liti.

Malgrat la seva similitud química, el liti generalment no es produeix juntament amb el sodi o el potassi per causa de la seva menor grandària. A causa de la seva reactivitat relativament baixa, es pot trobar en aigua de mar en grans quantitats; la seva concentració estimada en l'aigua de mar és d'aproximadament 0,14-0,25 parts per milió (ppm) o 25 micromolar. La seva relació diagonal amb el magnesi sovint li permet reemplaçar el magnesi en minerals de ferromagnesi, on la seva concentració en l'escorça és d'aproximadament 18 ppm, comparable a la del gal·li i el niobi. Comercialment, el mineral de liti més important és l'espodumena, que es troba en grans dipòsits en tot el món.
El rubidi és aproximadament tan abundant com el zinc i més abundant que el coure. Es produeix naturalment en els minerals de leucita, pol·lucita, carnal·lita, zinnwaldite, i lepidolita, encara que cap d'aquests contenen només rubidi i no hi ha altres metalls alcalins. El cesi és més abundant que alguns elements comunament coneguts, com l'antimoni, el cadmi, l'estany i el tungstè, però és molt menys abundant que el rubidi.
El franci-223, l'únic isòtop natural del franci, és el producte de la desintegració alfa de l'actini-227 i es pot trobar en petites quantitats en els minerals d'urani. En una mostra donada d'urani, s'estima que hi ha només un àtom de franci per cada 1018 àtoms d'urani. S'ha calculat que hi ha com a màxim 30 g de franci en l'escorça terrestre en qualsevol moment, per la seva vida mitjana extremadament curta de 22 minuts.

## Propietats

### Físiques i químiques
Les propietats físiques i químiques dels metalls alcalins es poden explicar fàcilment per tenir una configuració d'electrons de valència ns¹, el que dona com a resultat un enllaç metàl·lic feble. Per tant, tots els metalls alcalins són tous i tenen baixes densitats, punts de fusió i ebullició, i també temperatures de sublimació, vaporització i dissociació. Tots cristal·litzen en l'estructura de vidre cúbic centrada en el cos, i tenen colors de flama distintius perquè el seu electró extern s'excita molt fàcilment. La configuració ns¹ també dona com a resultat que els metalls alcalins tinguin radis atòmics i iònics molt grans, així com una conductivitat tèrmica i elèctrica molt alta. La seva química està dominada per la pèrdua del seu electró de valència solitari en l'orbital-s més extern per formar l'estat d'oxidació +1, a causa de la facilitat d'ionització d'aquest electró i la molt alta energia de segona ionització. La major part de la química s'ha observat només per als primers cinc membres de el grup. La química del franci no està ben establerta a causa de la seva radioactivitat extrema; per tant, la presentació de les seves propietats aquí és limitada. El poc que se sap sobre el franci mostra que té un comportament molt proper al cesi, com s'esperava.
| Nombre                                                             | Liti          | Sodi           | Potassi       | Rubidi            | Cesi           | Franci   |
| ------------------------------------------------------------------ | ------------- | -------------- | ------------- | ----------------- | -------------- | -------- |
| Número atòmic                                                      | 3             | 11             | 19            | 37                | 55             | 87       |
| Pes atòmic (u)                                                     | 6.94(1)       | 22.98976928(2) | 39.0983(1)    | 85.4678(3)        | 132.9054519(2) | [223]    |
| Configuració electrònica                                           | [He] 2s¹      | [Ne] 3s¹       | [Ar] 4s¹      | [Kr] 5s¹          | [Xe] 6s¹       | [Rn] 7s¹ |
| Punt de fusió (°C)                                                 | 180.54        | 97.72          | 63.38         | 39.31             | 28.44          | ?        |
| Punt d'ebullició (°C)                                              | 1342          | 883            | 759           | 688               | 671            | ?        |
| Densitat (g·cm−3)                                                  | 0.534         | 0.968          | 0.89          | 1.532             | 1.93           | ?        |
| Entalpia de fusió (kJ·mol−1)                                       | 3.00          | 2.60           | 2.321         | 2.19              | 2.09           | ?        |
| Entalpia de vaporització (kJ·mol−1)                                | 136           | 97.42          | 79.1          | 69                | 66.1           | ?        |
| Entalpia de formació d'un gas monoatòmic (kJ·mol−1)                | 162           | 108            | 89.6          | 82.0              | 78.2           | ?        |
| Conductivitat elèctrica a 25 °C (nΩ·cm)                            | 94.7          | 48.8           | 73.9          | 131               | 208            | ?        |
| Radi atòmic (pm)                                                   | 152           | 186            | 227           | 248               | 265            | ?        |
| Radi iònic d'un ió M+ hexacoordinat (pm)                           | 76            | 102            | 138           | 152               | 167            | ?        |
| Primera energia d'inonizació (kJ·mol−1)                            | 520.2         | 495.8          | 418.8         | 403.0             | 375.7          | 392.8    |
| Afinitat electrònica (kJ·mol−1)                                    | 59.62         | 52.87          | 48.38         | 46.89             | 45.51          | ?        |
| Entalpia de dissociació del M₂ (kJ·mol−1)                          | 106.5         | 73.6           | 57.3          | 45.6              | 44.77          | ?        |
| Escala de Pauling                                                  | 0.98          | 0.93           | 0.82          | 0.82              | 0.79           | ?        |
| Potencial normal d'elèctrode (E°(M+→M0); V)                        | −3.04         | −2.71          | −2.93         | −2.98             | -3.03          | ?        |
| Color de la flama Longitud d'ona d'emissió/absorció principal (nm) | Carmesí 670.8 | Groc 589.2     | Violeta 766.5 | Rojo-violat 780.0 | Blau 455.5     | ?        |

Els metalls alcalins són més similars entre si que els elements de qualsevol altre grup entre sí. De fet, la similitud és tan gran que és bastant difícil separar el potassi, el rubidi i el cesi, per les seves radis iònics similars; El liti i el sodi són més diferents. Per exemple, al moure cap avall de la taula, tots els metalls alcalins coneguts mostren un augment del radi atòmic, disminució de l'electronegativitat, augment de la reactivitat, i disminució dels punts de fusió i ebullició, així com les calors de fusió i vaporització. En general, les seves densitats augmenten quan més a baix sigui el grup, amb l'excepció que el potassi és menys dens que el sodi. Una de les poques propietats dels metalls alcalins que no mostra una tendència molt suau és el seu potencial de reducció: el valor del liti és anòmal, sent més negatiu que els altres. Això es deu al fet que l'ió Li+ té una energia d'hidratació molt alta en la fase gasosa: tot i que l'ió de liti altera significativament l'estructura de l'aigua, causant un canvi més gran en l'entropia, aquesta energia d'hidratació alta és suficient per fer que els potencials de reducció ho indiquin com sent el metall alcalí més electropositiu, tot i la dificultat d'ionizar-lo en la fase gasosa.
Els metalls alcalins estables són tots de color platejat, excepte el cesi, que té un tint daurat pàl·lid: és un dels tres metalls que estan clarament acolorits (els altres dos són coure i or). A més, els metalls alcalinoterris pesants calci, estronci i bari, així com els lantànids divalents europi i iterbi són de color groc pàl·lid, encara que el color és molt menys prominent que el del cesi. La seva brillantor s'entela ràpidament en l'aire a causa de l'oxidació. Tots presenten un sistema cristal·lí cúbic, i tenen colors de flama distintius perquè el seu electró extern s'excita molt fàcilment. De fet, aquests colors de prova de flama són la forma més comuna de identificar-los, ja que totes les seves sals amb ions comuns són solubles.
Tots els metalls alcalins són altament reactius i mai es troben en formes elementals en la naturalesa. Arran això, generalment s'emmagatzemen en oli mineral o querosè (oli de parafina). Reaccionen agressivament amb els halogens per formar els halurs de metalls alcalins, que són compostos cristal·lins iònics blancs que són tots solubles en aigua excepte el fluorur de liti (Li F). Els metalls alcalins també reaccionen amb l'aigua per formar hidròxids fortament alcalins i, per tant, s'han de manipular amb molt cura. Els metalls alcalins més pesants reaccionen més vigorosament que els més lleugers; per exemple, quan cau a l'aigua, el cesi produeix una explosió més gran que el potassi si es fa servir la mateixa quantitat de mols de cada metall. Els metalls alcalins tenen les primeres energies d'ionització més baixes en els seus respectius períodes de la taula periòdica per la seva baixa càrrega nuclear efectiva i la capacitat d'aconseguir una configuració de gas noble al perdre solament un electró. Els metalls alcalins no només reaccionen amb l'aigua, sinó també amb els donants de protons com els alcohols i fenols, l'amoníac gasós i els alquins, l'últim demostra el grau fenomenal de la seva reactivitat. El seu gran poder com a agents reductors els fa molt útils per alliberar altres metalls de les seves òxids o halurs.
La segona energia d'ionització de tots els metalls alcalins és molt alta ja que està en una capa completa que també està més a prop del nucli; tant, gairebé sempre perden un sol electró, formant cations. Els alcalins són una excepció, són compostos inestables que contenen metalls alcalins en un estat d'oxidació-1, la qual cosa és molt inusual ja que abans de la descoberta dels alcalins, no s'esperava que els metalls alcalins poguessin formar anions i es pensava que eren capaços d'aparèixer en sals només com a cations. Els anions alcalins tenen subcapes-s plenes, el que els dona prou estabilitat per existir. Se sap que tots els metalls alcalins estables, excepte el liti, poden formar alcalins, i els alcalins tenen molt interès teòric causa de la seva inusual estequiometria i baixos potencials d'ionització. Els alcalids són químicament similars als electruros, que són sals amb electrons atrapats que actuen com anions. Un exemple particularment cridaner d'un alcalí és el "hidrur de sodi invers", H+Na- (ambdós ions complexats), a diferència de l'hidrur de sodi habitual, Na+H- és inestable de forma aïllada, per la seva alta energia resultant del desplaçament de dos electrons d'hidrogen a sodi, encara que es prediu que diversos derivats són metaestables o estables.
En solució aquosa, els ions de metalls alcalins formen ions aqua de la fórmula [M (H₂O)n]+, on n és el nombre de solvatació. Els seus números de coordinació i formes concorden bé amb els que s'esperen dels seus radis iònics. En solució aquosa, es diu que les molècules d'aigua unides directament a l'ió metàl·lic pertanyen a la primera esfera de coordinació, també coneguda com la primera capa de solvatació, o primària. L'enllaç entre una molècula d'aigua i el ió metàl·lic és un enllaç covalent coordinat, amb l'àtom d'oxigen que dona dos electrons a l'enllaç. Cada molècula d'aigua coordinada pot estar unida per enllaços d'hidrogen a altres molècules d'aigua. Es diu que aquests últims resideixen a la segona esfera de coordinació. No obstant això, per als cations de metalls alcalins, la segona esfera de coordinació no està ben definida ja que la càrrega +1 al catió no és prou alta com per polaritzar les molècules d'aigua a la capa de solvatació primària prou com per que formin forts enllaços d'hidrogen amb aquells en la segona esfera de coordinació, produint una entitat més estable. S'ha determinat experimentalment que el nombre de solvatació per a Li + és 4, formant el tetraèdric [Li (H₂O)₄]+; mentre que s'han trobat números de solvatació de 3 a 6 per ions de liti, els números de solvatació menors a 4 poden ésser el resultat de la formació de parells d'ions de contacte i els números de solvatació més alts poden interpretar-se en termes de molècules d'aigua que s'aproximen a [Li (H₂O)₄]+ a través d'una cara del tetràedre, encara que les simulacions dinàmiques moleculars poden indicar l'existència d'un ió hexaaqua octaèdric. També hi ha probablement sis molècules d'aigua en l'esfera de solvatació primària de l'ió sodi, que formen l'ió octaèdric [Na (H₂O)₆]+. Si bé anteriorment es pensava que els metalls alcalins més pesants també formaven ions hexaaqua octaèdrics, des de llavors es va descobrir que el potassi i el rubidi probablement formen els ions [K (H₂O)₈]+ i [Rb (H₂O)₈]+, que tenen l'estructura antiprismàtica quadrada, i que el cesi forma l'ió de 12 coordenades [Cs (H₂O)₁₂]+.

#### Liti
La química del liti mostra diverses diferències pel que fa a la resta de el grup, ja que el petit catió Li+ polaritza els anions i li dona als seus compostos un caràcter més covalent. El liti i el magnesi tenen una relació diagonal a causa dels seus radis atòmics similars. Per exemple, el liti forma un nitrur estable, una propietat comuna entre tots els metalls alcalinoterris (grup del magnesi) però única entre els metalls alcalins. A més, entre els seus respectius grups, només el liti i el magnesi formen compostos organometàl·lics amb un caràcter covalent significatiu.
El fluorur de liti és l'únic halur de metall alcalí que és poc soluble en aigua, i l'hidròxid de liti és l'únic hidròxid de metall alcalí que no és delicuescent. Per contra, el perclorat de liti i altres sals de liti amb anions grans que no poden polaritzar són molt més estables que els compostos anàlegs dels altres metalls alcalins, probablement perquè Li + té una alta energia de solvatació. Aquest efecte també significa que la majoria de les sals de liti simples es troben normalment en forma hidratada, perquè les formes anhidres són extremadament higroscòpiques, això permet que surts com el clorur de liti i el bromur de liti s'utilitzin en deshumidificadors i condicionadors d'aire.

#### Franci
Es prediu que el franci mostri algunes diferències causa del seu alt pes atòmic, el que fa que els seus electrons viatgin a fraccions considerables de la velocitat de la llum i, per tant, fan que els efectes relativistes siguin més prominents. En contrast amb la tendència a la disminució de les electronegativitats i les energies d'ionització dels metalls alcalins, es prediu que l'electronegativitat del franci i l'energia d'ionització seran més altes que les del cesi a causa de l'estabilització relativista dels electrons 7s; A més, s'espera que el seu radi atòmic sigui anormalment baix. Per tant, contrari al que s'esperava, el cesi és el més reactiu dels metalls alcalins, no el franci. Totes les propietats físiques conegudes del franci també es desvien de les tendències clares que van del liti al cesi, com la primera energia d'ionització, l'afinitat electrònica i la polarització de l'anió, encara que a causa de l'escassetat de dades conegudes sobre el franci, moltes fonts donen valors extrapolats, ignorant que els efectes relativistes fan que la tendència del liti i el cesi es torni inaplicable al franci. Algunes de les poques propietats del franci que s'han predit tenint en compte la relativitat són l'afinitat electrònica (47.2 kJ/mol) i l'entalpia de dissociació de la molècula Fr ₂ (42.1 kJ / mol). La molècula CSFR està polaritzada com Cs + Fr-, el que mostra que la sub-capa 7s de franci es veu molt més afectada pels efectes relativistes que la sub-capa 6s del cesi. A més, s'espera que el superòxid de franci (FrO2) tingui un caràcter covalent significatiu, a diferència dels altres superòxids de metalls alcalins, a causa de les contribucions d'enllaç dels electrons 6p del franci.

### Nuclears
| Z                                                                                        | Metall alcalí                                               | Estable                                                     | Decadncia                                                   | inestable: cursiva | inestable: cursiva | inestable: cursiva |
| ---------------------------------------------------------------------------------------- | ----------------------------------------------------------- | ----------------------------------------------------------- | ----------------------------------------------------------- | ------------------ | ------------------ | ------------------ |
| 3                                                                                        | liti                                                        | 2                                                           | -                                                           | 7Li                | ⁶Li                |                    |
| 11                                                                                       | sodi                                                        | 1                                                           | -                                                           | 23Na               |                    |                    |
| 19                                                                                       | potassi                                                     | 2                                                           | 1                                                           | 39K                | 41K                | 40K                |
| 37                                                                                       | rubidi                                                      | 1                                                           | 1                                                           | 85Rb               | 87Rb               |                    |
| 55                                                                                       | cesi                                                        | 1                                                           | -                                                           | 133Cs              |                    |                    |
| 87                                                                                       | franci                                                      |                                                             |                                                             |                    |                    |                    |
| -                                                                                        | No hay isòtops primordials (223Fr és un nucleic radiogènic) | No hay isòtops primordials (223Fr és un nucleic radiogènic) | No hay isòtops primordials (223Fr és un nucleic radiogènic) |                    |                    |                    |
| Radioactiu: 40K, t1/2 1.25 × 10⁹ años; 87Rb, t1/2 4.9 × 10¹⁰ anys; 223Fr, t1/2 22.0 min. |                                                             |                                                             |                                                             |                    |                    |                    |

Tots els metalls alcalins tenen nombres atòmics senars; per tant, els seus isòtops han de ser imparells-imparells (tant el nombre de protons com el de neutrons són senars) o imparells-parells (el nombre de protons és imparell, però el nombre de neutrons és parell). Els nuclis imparells tenen números de massa parells, mentre que els nuclis imparells tenen números de massa imparells. Els núclids primordials imparells i imparells són rars perquè la majoria dels nuclis imparells i senars són molt inestables pel que fa a la desintegració beta, perquè els productes de desintegració són parells i fins i tot i, per tant, estan més fortament units, a causa dels efectes d'aparellament nuclear.
A causa de la gran raresa dels nuclis senars i senars, gairebé tots els isòtops primordials dels metalls alcalins són parells i imparells (amb l'excepció de l'isòtop estable a la llum liti-6 i el radioisòtop potàssic-40 de llarga vida). Per a un nombre de massa imparell donat, només hi pot haver un únic núclid beta estable, ja que no hi ha una diferència en l'energia d'unió entre parells-senars i imparells, fins i tot comparable a la de parells-parells i imparells-imparells, deixant altres núclids del mateix nombre de massa (isòbars) lliure de desintegració beta cap al núclid de menor massa. Un efecte de la inestabilitat d'un nombre imparell de qualsevol dels tipus de nucleons és que els elements amb nombres imparells, com els metalls alcalins, tendeixen a tenir menys isòtops estables que els elements amb nombres parells. Dels 26 elements monoisotòpics que tenen un sol isòtop estable, tots menys un tenen un nombre atòmic senar i tots menys un també tenen un nombre parell de neutrons. El beril·li és l'única excepció a les dues regles, a causa del seu baix nombre atòmic.
Tots els metalls alcalins, excepte el liti i el cesi, tenen almenys un radioisòtop natural: sodi-22 i sodi-24 són traces de radioisòtops produïts cosmogènicament, potassi-40 i rubidi-87 tenen vides mitjanes molt llargues i, per tant, ocorren de forma natural, i tots els isòtops de franci són radioactius. També es va pensar que el cesi era radioactiu a principis de segle xx, tot i que no té radioisòtops naturals (El franci encara no havia estat descobert en aquest moment). El radioisòtop natural de llarga durada del potassi, el potassi-40, constitueix aproximadament el 0,012% del potassi natural, i, per tant, el potassi natural és dèbilment radioactiu. Aquesta radioactivitat natural va esdevenir una base per a una afirmació errònia de la descoberta de l'element 87 (el proper metall alcalí després del cesi) el 1925. El rubidi natural és similarment lleugerament radioactiu, amb un 27.83% sent el radioisòtop de llarga durada rubidi -87.
El Cesi-137, amb una vida mitjana de 30.17 anys, és un dels dos principals productes de fissió de vida mitjana, juntament amb l'estronci-90, que són responsables de la major part de la radioactivitat del combustible nuclear gastat després de diversos anys de refredament, fins a diversos centenars d'anys després del seu ús. Constitueix la major part de la radioactivitat que encara queda de l'accident de Txernòbil. El cesi-137 pateix una desintegració beta d'alta energia i finalment es converteix en bari-137 estable. És un fort emissor de radiació gamma. El cesi-137 té una taxa molt baixa de captura de neutrons i no es pot eliminar d'aquesta manera, però s'ha de permetre que es descomposi. El cesi-137 s'ha utilitzat com a marcador en estudis hidrològics, anàleg a l'ús del triti. Es van alliberar petites quantitats de cesi-134 i cesi-137 a l'entorn durant gairebé totes les proves d'armes nuclears i alguns accidents nuclears, especialment l'accident de Goiânia i el desastre de Txernòbil. A partir de 2005, el cesi-137 és la principal font de radiació a la zona d'alienació voltant de la central nuclear de Txernòbil. Les seves propietats químiques com un dels metalls alcalins el converteixen en un dels productes de fissió més problemàtics de curta a mitja vida perquè es mou i es propaga fàcilment a la natura a causa de l'alta solubilitat en aigua de les seves sals, i és absorbit pel cos, que el confon amb els seus congèneres essencials de sodi i potassi.

## Tendències períodiques
Els metalls alcalins són més similars entre si que els elements de qualsevol altre grup. Per exemple, al moure cap avall de la taula, tots els metalls alcalins coneguts mostren un augment del radi atòmic, disminució de l'electronegativitat, augment de la reactivitat, i disminució dels punts de fusió i ebullició, així com les calors de fusió i vaporització. En general, les seves densitats augmenten quan baixen de la taula, amb l'excepció que el potassi és menys dens que el sodi.

### Radis atòmics i iònics

Càrrega nuclear efectiva en un electró atòmic.

Els radis atòmics dels metalls alcalins augmenten baixant el grup. A causa de l'efecte de protecció, quan un àtom té més d'una capa d'electrons, cada electró sent repulsió elèctrica dels altres electrons, així com atracció elèctrica del nucli. En els metalls alcalins, l'electró més extern només sent una càrrega neta de +1, ja que part de la càrrega nuclear (que és igual a el nombre atòmic) és cancel·lada pels electrons interns; El nombre d'electrons interns d'un metall alcalí és sempre un menys que la càrrega nuclear. Per tant, l'únic factor que afecta el radi atòmic dels metalls alcalins és el nombre de capes d'electrons. Com aquest nombre augmenta en el grup, el radi atòmic també ha d'augmentar en el grup.
Els radis iònics dels metalls alcalins són molt més petits que els seus radis atòmics. Això es deu al fet que l'electró més extern dels metalls alcalins està en una capa d'electrons diferent a la dels electrons interns i, per tant, quan s'elimina, l'àtom resultant té una capa d'electrons menys i és més petit. A més, la càrrega nuclear efectiva ha augmentat i, per tant, els electrons són atrets amb més força cap al nucli i el radi iònic disminueix.

### Primera energia d'ionització
La primera energia d'ionització d'un element o molècula és l'energia requerida per moure l'electró més solt d'un mol d'àtoms gasosos de l'element o molècules per formar un mol d'ions gasosos amb càrrega elèctrica +1. Els factors que afecten la primera energia d'ionització són la càrrega nuclear, la quantitat de blindatge dels electrons interns i la distància des de l'electró més feblement sostingut des del nucli, que sempre és un electró extern en els elements de el grup principal. Els primers dos factors canvien la càrrega nuclear efectiva que sent l'electró més solt. Atès que l'electró més extern dels metalls alcalins sempre sent la mateixa càrrega nuclear efectiva (+1), l'únic factor que afecta la primera energia d'ionització és la distància des de l'electró més extern al nucli. Com aquesta distància augmenta en el grup, l'electró més extern sent menys atracció del nucli i, per tant, la primera energia d'ionització disminueix. (Aquesta tendència es trenca en el franci a causa de l'estabilització relativista i la contracció de l'orbital 7s, que apropa l'electró de valència del franci més a prop de el nucli del que s'esperaria dels càlculs no relativistes. Això fa que l'electró més extern del franci senti més atracció del nucli, augmentant la seva primera energia d'ionització lleugerament més enllà de la del cesi).
La segona energia d'ionització dels metalls alcalins és molt més alta que la primera, ja que el segon electró més solt és part d'una capa d'electrons completament plena i, per tant, és difícil d'eliminar.

### Reactivitat
Les reactivitats dels metalls alcalins augmenten baixant el grup. Aquest és el resultat d'una combinació de dos factors: les primeres energies d'ionització i les energies d'atomització dels metalls alcalins. A causa que la primera energia d'ionització dels metalls alcalins disminueix en el grup, és més fàcil que l'electró més extern s'elimini de l'àtom i participi en les reaccions químiques, augmentant així la reactivitat en el grup. L'energia d'atomització mesura la força de l'enllaç metàl·lic d'un element, que cau en el grup a mesura que els àtoms augmenten en radi i, per tant, l'enllaç metàl·lic ha d'augmentar en longitud, fent que els electrons deslocalitzats s'allunyin més de l'atracció dels nuclis dels nuclis més pesants dels metalls alcalins. Afegir les energies d'atomització i primera ionització dona una quantitat estretament relacionada (però no igual a) l'energia d'activació de la reacció d'un metall alcalí amb una altra substància. Aquesta quantitat disminueix baixant pel grup, i també ho fa l'energia d'activació; per tant, les reaccions químiques poden ocórrer més ràpid i la reactivitat augmenta en el grup.

### Eletronegativitat

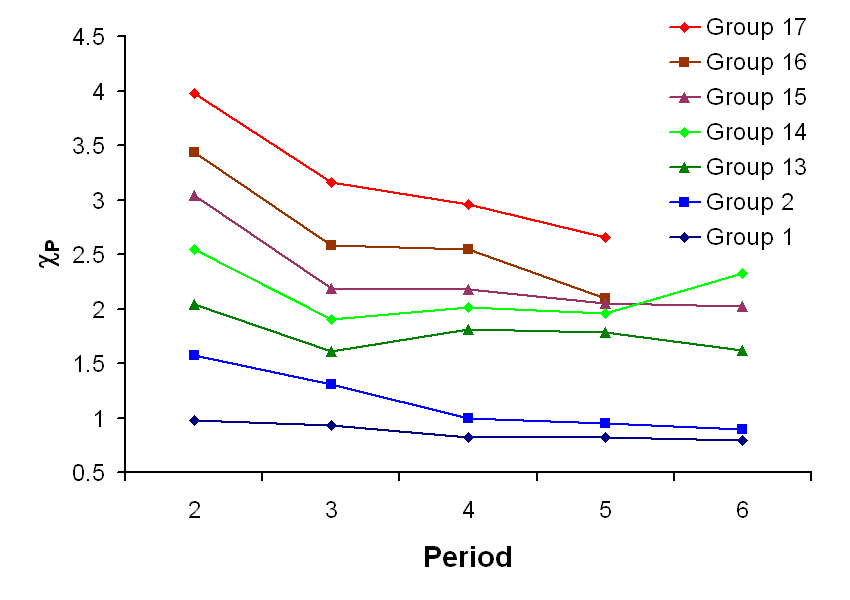
La variació de l'electronegativitat de Pauling (eix i) a mesura que un descendeix dels grups principals de la taula periòdica el segon a l'sisè període.

L'electronegativitat és una propietat química que descriu la tendència d'un àtom o un grup funcional d'atreure electrons (o densitat d'electrons) cap a si mateix. Si l'enllaç entre el sodi i el clor en el clorur de sodi fos covalent, el parell d'electrons compartits se sentiria atret pel clor perquè la càrrega nuclear efectiva en els electrons externs és +7 en clor però només és +1 en el sodi. El parell d'electrons s'atreu tan a prop de l'àtom de clor que pràcticament es transfereixen a l'àtom de clor (un enllaç iònic). No obstant això, si l'àtom de sodi va ser reemplaçat per un àtom de liti, els electrons no seran atrets tan a prop de l'àtom de clor com abans perquè l'àtom de liti és més petit, fent que el parell d'electrons s'atregui més fortament a la càrrega nuclear efectiva més propera del liti. Per tant, els àtoms de metall alcalí més grans (més avall en el grup) seran menys electronegatius ja que el parell d'enllaç és menys atret cap a ells. S'espera que el franci sigui una excepció.
A causa de la major electronegativitat del liti, alguns dels seus compostos tenen un caràcter més covalent. Per exemple, el iodur de liti (Li I) es dissoldrà en solvents orgànics, una propietat de la majoria dels compostos covalents. El fluorur de liti (Li F) és l'únic halur alcalí que no és soluble en aigua, i l'hidròxid de liti (Li OH) és l'únic hidròxid de metall alcalí que no és delicuescent.

### Punt de fusió i ebullició
El punt de fusió d'una substància és el punt on canvia d'estat sòlid a líquid, mentre que el punt d'ebullició d'una substància (en estat líquid) és el punt on la pressió de vapor del líquid és igual a la pressió ambiental que l'envolta i tot el líquid canvia d'estat a gas. Quan un metall s'escalfa fins al seu punt de fusió, els enllaços metàl·lics que mantenen els àtoms en el seu lloc es debiliten perquè els àtoms es puguin moure, i els enllaços metàl·lics finalment es trenquen per complet en el punt d'ebullició del metall. Per tant, la caiguda dels punts de fusió i ebullició dels metalls alcalins indica que la resistència dels enllaços metàl·lics dels metalls alcalins disminueix en el grup. Això es deu al fet que els àtoms de metall es mantenen units per l'atracció electromagnètica dels ions positius als electrons deslocalizats. A mesura que els àtoms augmenten de mida baixant pel grup (pel fet que augmenta el seu radi atòmic), els nuclis dels ions s'allunyen més dels electrons deslocalitzats i, per tant, l'enllaç metàl·lic es debilita perquè el metall es fongui i bulli més fàcilment, baixant així els punts de fusió i ebullició. (l'augment de la càrrega nuclear no és un factor rellevant a causa de l'efecte de blindatge).

### Densitat
Tots els metalls alcalins tenen la mateixa estructura cristal·lina (cúbica centrada en el cos) i, per tant, els únics factors rellevants són el nombre d'àtoms que poden cabre en un determinat volum i la massa d'un dels àtoms, ja que la densitat es defineix com massa per unitat de volum. El primer factor depèn del volum de l'àtom i, per tant, del radi atòmic, que augmenta al descendir el grup; així, el volum d'un àtom de metall alcalí augmenta al descendir el grup. La massa d'un àtom de metall alcalí també augmenta al descendir el grup. Per tant, la tendència de les densitats dels metalls alcalins depèn dels seus pesos atòmics i radis atòmics; si es coneixen les xifres d'aquests dos factors, es poden calcular les relacions entre les densitats dels metalls alcalins. La tendència resultant és que les densitats dels metalls alcalins augmenten en la taula, amb l'excepció del potassi. Com que tenen el pes atòmic més baix i el radi atòmic més gran de tots els elements en els seus períodes, els metalls alcalins són els metalls menys densos a la taula periòdica. El liti, el sodi i el potassi són els únics tres metalls en la taula periòdica que són menys densos que l'aigua: de fet, el liti és el sòlid menys dens conegut a temperatura ambient.

## Compostos
Els metalls alcalins formen una sèrie completa de compostos amb tots els anions generalment trobats, que il·lustren bé les tendències del grup. Es pot descriure que aquests compostos involucren als metalls alcalins que perden electrons a les espècies acceptores i formen ions monopositius. Aquesta descripció és més precisa per halurs alcalins i es torna cada vegada menys precisa a mesura que augmenta la càrrega catiònica i aniònica, i a mesura que l'anió es fa més gran i més polarizable. Per exemple, la unió iònica dona pas a la unió metàl·lica al llarg de les sèries NaCl, Na₂O, Na₂S, Na₃P, Na₃As, Na₃Sb, Na₃Bi

### Hidròxids

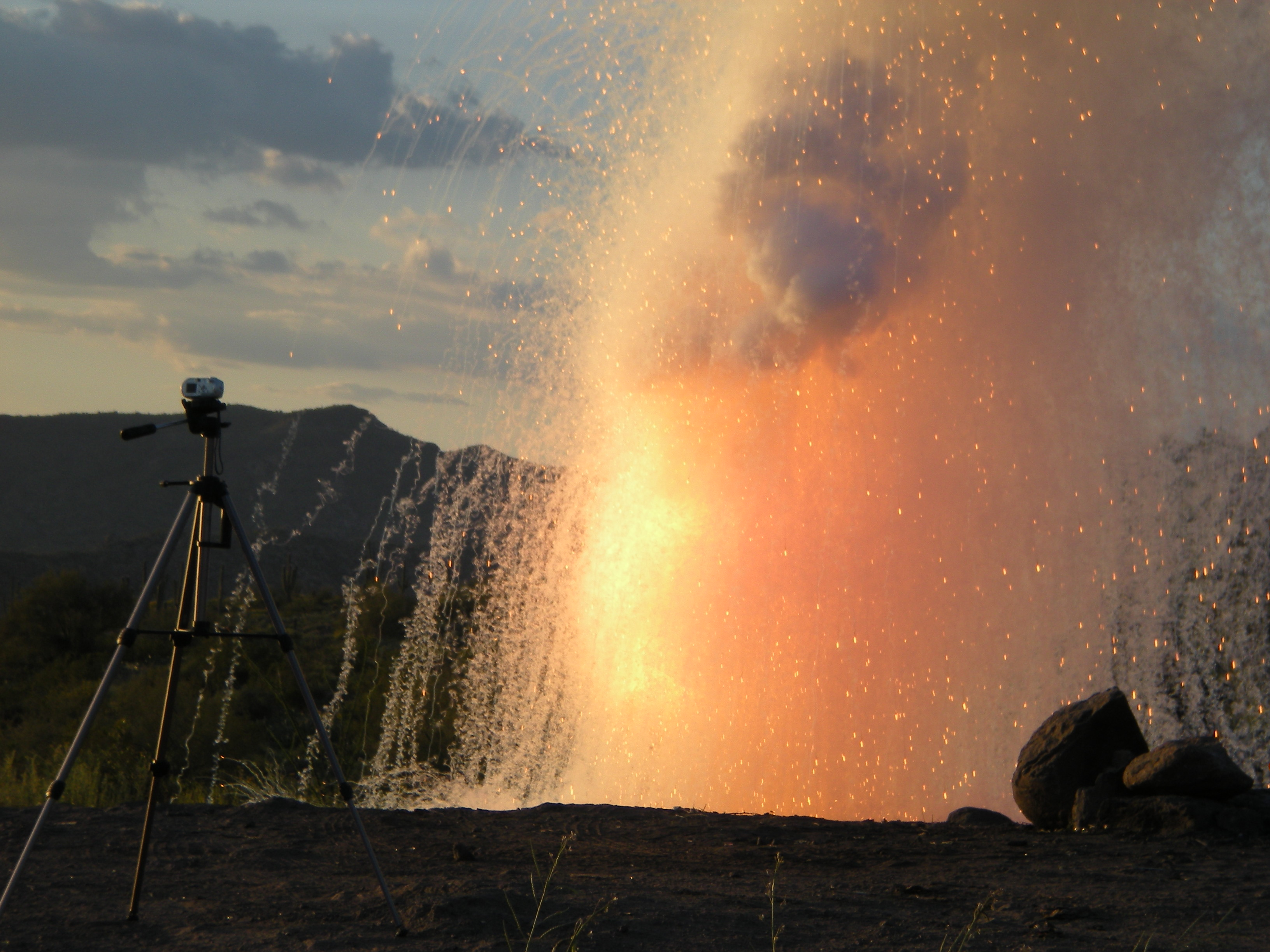
Una reacció d'1.5 kg de sodi amb aigua.

Tots els metalls alcalins reaccionen vigorosa o explosivament amb aigua freda, produint una solució aquosa d'un hidròxid de metall alcalí fortament bàsic i alliberant gas hidrogen. Aquesta reacció es torna més vigorosa en descendir pel grup, el liti reacciona constantment amb efervescència, però el sodi i el potassi poden encendre i el rubidi i el cesi s'enfonsen en l'aigua i generen gas hidrogen amb tanta rapidesa que es formen ones de xoc en l'aigua que poden trencar els envasos de vidre. Quan un metall alcalí cau a l'aigua, produeix una explosió, de les quals hi ha dues etapes separades. El metall reacciona primer amb l'aigua, trencant els enllaços d'hidrogen a l'aigua i produint hidrogen gasós; això passa més ràpid en els metalls alcalins més pesants. En segon lloc, la calor generada per la primera part de la reacció sovint encén el gas hidrogen, fent que es cremi explosivament en l'aire circumdant. Aquesta explosió secundària de gas d'hidrogen produeix la flama visible sobre el bol d'aigua, llac o un altre cos d'aigua, no la reacció inicial del metall amb aigua (que tendeix a ocórrer principalment sota l'aigua). Els hidròxids de metalls alcalins són els hidròxids més bàsics coneguts.
Investigacions recents han suggerit que el comportament explosiu dels metalls alcalins en l'aigua és impulsat per una explosió de Coulomb i no només per la generació ràpida d'hidrogen. Tots els metalls alcalins es fonen com a part de la reacció amb aigua. Les molècules d'aigua ionitzen la superfície metàl·lica nua del metall líquid, deixant una superfície metàl·lica carregada positivament i ions d'aigua carregats negativament. L'atracció entre el metall carregat i els ions d'aigua augmentarà ràpidament l'àrea superficial, causant un augment exponencial de la ionització. Quan les forces repulsives dins de la superfície del metall líquid excedeixen les forces de la tensió superficial, explota vigorosament.
Els hidròxids mateixos són els hidròxids més bàsics coneguts, reaccionen amb àcids per donar sals i amb alcohols per donar alcòxids oligomèrics conjugats. Reaccionen fàcilment amb el diòxid de carboni per formar carbonats o bicarbonats, o amb el sulfur d'hidrogen per formar sulfurs o bisulfurs, i poden usar-se per separar els tiols del petroli. Reaccionen amb òxids amfòters: per exemple, els òxids d'alumini, zinc, estany i plom reaccionen amb els hidròxids de metalls alcalins per a donar aluminats, zincats, estannats i plomeria. El diòxid de silici és àcid i, per tant, els hidròxids de metalls alcalins també poden atacar el vidre de silicat.

### Compostos intermetàl·lics

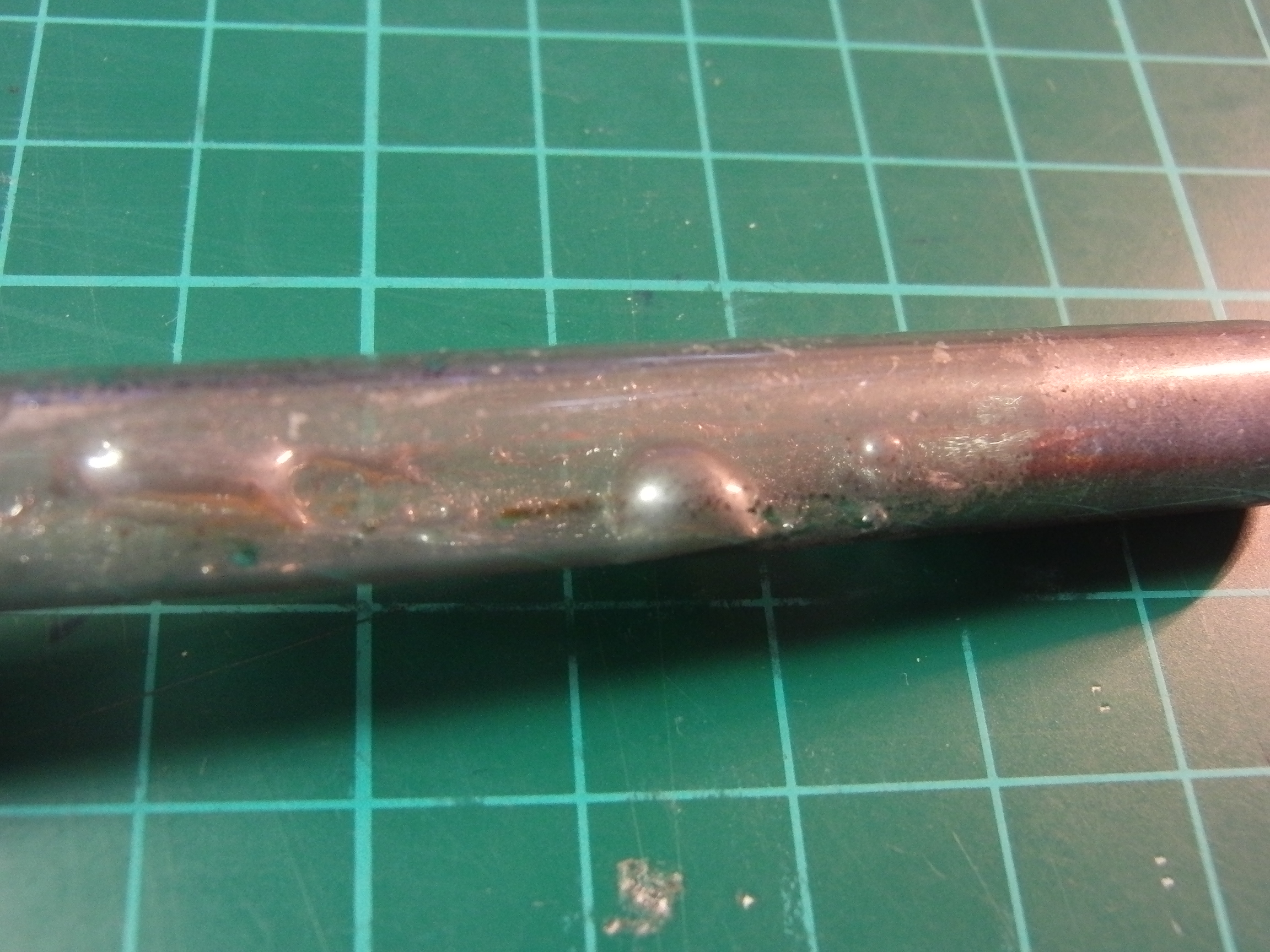
Alineació de NaK líquida a temperatura ambient.

Els metalls alcalins formen molts compostos intermetàl·lics entre si i els elements dels grups 2 al 13 en la taula periòdica estequiometries variables, com ara les amalgames de sodi amb mercuri, incloent Na₅Hg₈ y Na₃Hg. Alguns d'aquests tenen característiques iòniques: prendre els aliatges amb or, el metall més electronegatiu, per exemple, NaAu i Kau són metàl·lics, però RbAu i CsAu són semiconductors. El NaK és un aliatge de sodi i potassi que és molt útil perquè és líquid a temperatura ambient, tot i que s'han de prendre precaucions a causa de la seva extrema reactivitat cap a l'aigua i l'aire. La mescla eutèctica es fon a –12,6 °C. Un aliatge de 41% de cesi, 47% de sodi i 12% de potassi té el punt de fusió més baix conegut de qualsevol metall o aliatge, –78 °C.

### Compostos amb els elements de el grup 13
Els compostos intermetàl·lics dels metalls alcalins amb els elements més pesants del grup 13 (alumini, gal·li, indi i tal·li), com NaTl, són conductors pobres o semiconductors, a diferència dels aliatges normals amb els elements anteriors, el que implica que el metall alcalí involucrat perd un electró als anions Zintl involucrats. No obstant això, mentre que els elements del grup 14 i més enllà tendeixen a formar grups aniònics discrets, els elements de el grup 13 tendeixen a formar ions polimèrics amb els cations de metalls alcalins situats entre la xarxa iònica gegant. Per exemple, NaTl consisteix en un anió polimèric (—Tl - -)n amb una estructura cúbica de diamant covalent amb ions Na+ ubicats entre la xarxa aniònica. Els metalls alcalins més grans no poden encaixar de manera similar a una xarxa aniònica i tendeixen a forçar els elements més pesants de el grup 13 a formar grups aniònics.
El bor és un cas especial, ja que és l'únic no metall en el grup 13. Els borurs de metalls alcalins tendeixen a ser rics en bor, el que implica una unió apreciable de bor-bor que involucra estructures deltaèdriques, i són tèrmicament inestables a causa que els metalls alcalins tenen una pressió de vapor molt alta a temperatures elevades. Això fa que la síntesi directa sigui problemàtica perquè els metalls alcalins no reaccionen amb el bor per sota de 700 °C i, per tant, això s'ha d'aconseguir en contenidors segellats amb el metall alcalí en excés. A més, excepcionalment en aquest grup, la reactivitat amb bor disminueix en el grup: el liti reacciona completament a 700 °C, però el sodi a 900 °C i e potassi no ho fa fins a 1200 °C, i la reacció és instantània per al liti, però porta hores per al potassi. Els borurs de rubidi i cesi ni tan sols s'han caracteritzat. Es coneixen diverses fases, com LiB10, NaB₆, NaB15 i KB₆. Sota alta pressió, la unió bor-bor en els borurs de liti canvia de seguir la regla de Wade a formar anions Zintl com la resta del grup 13.

### Compostos amb els elements de el grup 14

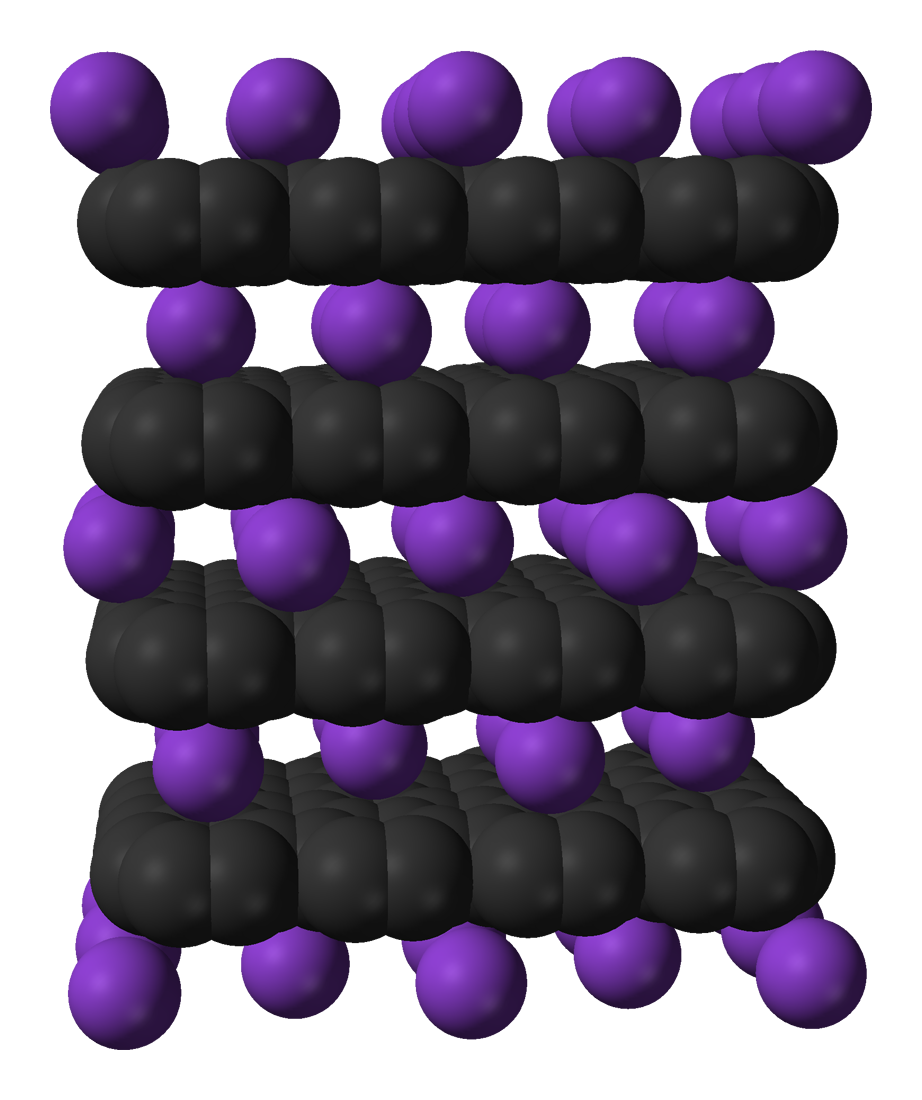
Vista del compost d'intercalació del grafit KC₈.

El liti i el sodi reaccionen amb el carboni per formar acetilurs, Li₂C₂, que també es poden obtenir per reacció del metall amb acetilè. El potassi, el rubidi i el cesi reaccionen amb el grafit; els seus àtoms s'intercalen entre les capes de grafit hexagonal, formant compostos d'intercalació de grafit de fórmules MC60 (gris fosc, gairebé negre), MC48 (gris fosc, gairebé negre), MC<sub36 (blau), MC24 (blau acer) i MC₈ (bronze) (M = K, Rb o Cs). Aquests compostos són més de 200 vegades més conductors d'electricitat que el grafit pur, el que suggereix que l'electró de valència del metall alcalí es transfereix a les capes de grafit (p. Ej. M+C−₈). A l'escalfar KC₈, l'eliminació dels àtoms de potassi dona com a resultat la conversió en seqüència a KC24, KC36, KC48 i finalment KC60. KC₈ és un agent reductor molt fort i és pirofòric i explota en contacte amb l'aigua. Mentre que els metalls alcalins més grans (K, Rb i Cs) inicialment formen MC8, els més petits inicialment formen MC6, i de fet requereixen la reacció dels metalls amb grafit a altes temperatures al voltant de 500 °C per formar. a part d'això, els metalls alcalins són agents reductors tan forts que fins i tot poden reduir el buckminsterfulleré per produir fullerens sòlids MnC60; el sodi, el potassi, el rubidi i el cesi poden formar fullerens on n = 2, 3, 4 o 6, i el rubidi i el cesi addicionalment poden arribar n = 1.
Quan els metalls alcalins reaccionen amb els elements més pesants en el grup de carboni (silici, germani, estany i plom), es formen substàncies iòniques amb estructures en forma de gàbia, com els siliciürs M₄Si₄ (M = K, Rb o Cs), que conté M+ i ions tetraèdrics Si4-₄. La química de les germanides de metalls alcalins, involucrant l'ió germanida Ge4− i altres ions de dispersió (Zintl) com Ge2-₄, Ge4-9, Ge2-9, i [(Ge9)₂]6-, és en gran manera anàleg a el dels siliciurs corresponents. Els estanyers de metalls alcalins són majoritàriament iònics, de vegades amb l'ió estanyers (Sn4-9), i de vegades amb ions Zintl més complexos com Sn4-9, que apareix en el nonastanuro de tetrapotasio (K₄Sn9). L'ió monatómico de la plomada (Pb4−) és desconegut, i de fet es prediu que la seva formació serà energèticament desfavorable; els plasmidis de metalls alcalins tenen ions Zintl complexos, com Pb4-9. Aquests germanurs, estanyers i plasmidis de metalls alcalins poden produir reduint germani, estany i plom amb sodi metàl·lic en amoníac líquid.

### Nitrurs i pnicur

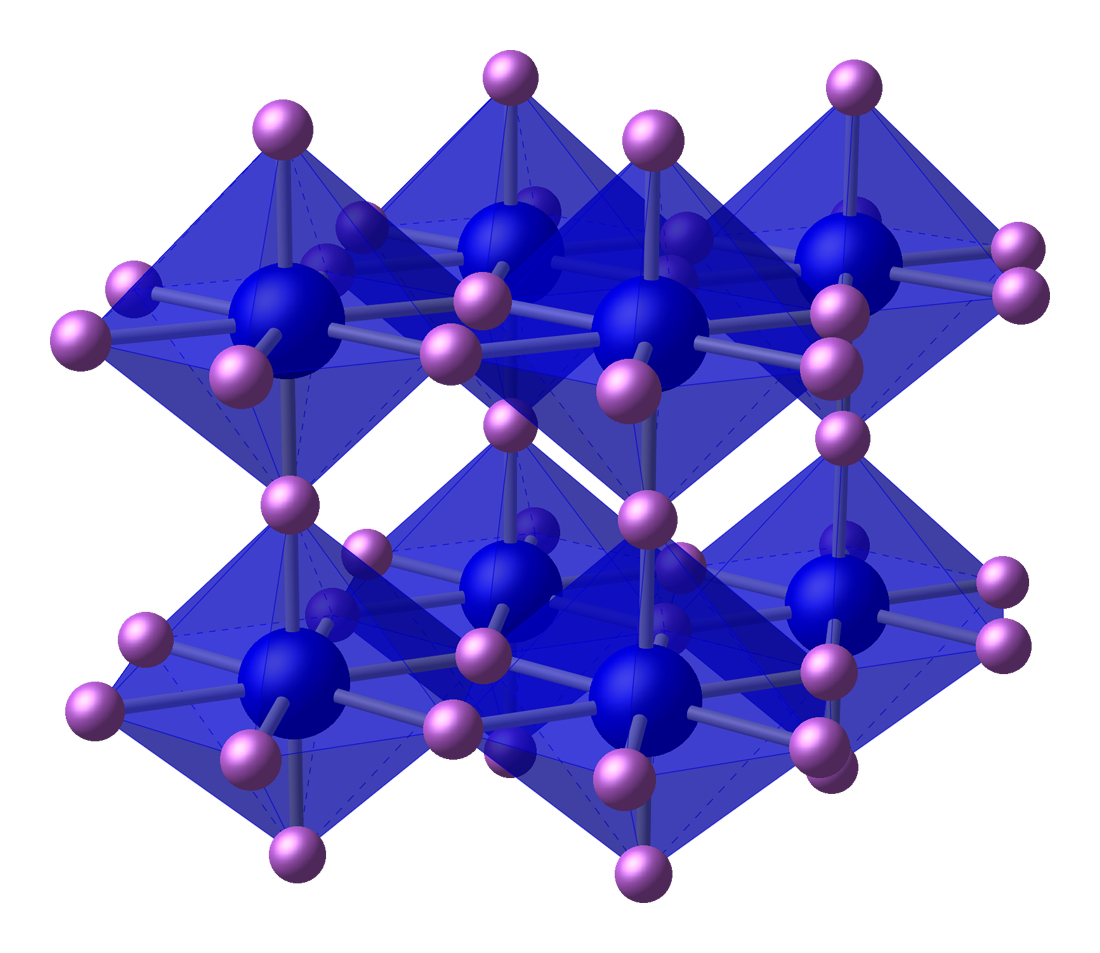
Model de barres i esferes de cel·la de nitrur de liti. Sobre la base de la mida, s'esperaria una estructura tetraèdrica, però això seria geomètricament impossible: per tant, el nitrur de liti adquireix aquesta estructura cristal·lina única.

El liti, el més lleuger dels metalls alcalins, és l'únic metall alcalí que reacciona amb el nitrogen en condicions estàndard, i el seu nitrur és l'únic nitrur de metall alcalí estable. El nitrogen és un gas no reactiu perquè trencar el triple enllaç fort en la molècula de dinitrogen (N₂) requereix molta energia. La formació d'un nitrur de metall alcalí consumiria l'energia d'ionització del metall alcalí (formant ions M+), l'energia requerida per trencar el triple enllaç a N₂ i la formació d'ions N3−, i tota l'energia alliberada de la formació d'un nitrur de metall alcalí prové de l'energia reticular del nitrur de metall alcalí. L'energia de la xarxa es maximitza amb ions petits i altament carregats; els metalls alcalins no formen ions altament carregats, només formen ions amb una càrrega de +1, de manera que només el liti, el metall alcalí més petit, pot alliberar prou energia reticular per fer que la reacció amb nitrogen sigui exotèrmica, formant nitrur de liti. Les reaccions dels altres metalls alcalins amb nitrogen no alliberarien suficient energia reticular i, per tant, serien endotèrmiques, de manera que no formen nitrurs en condicions estàndard. El nitrur de sodi (Na₃N) i el nitrur de potassi (K₃N), encara que existeixen, són extremadament inestables, propensos a descompondre novament en els seus elements constituents, i no es poden produir fent reaccionar els elements entre si en condicions estàndard. L'impediment estèric prohibeix l'existència de rubidi o nitrur de cesi. No obstant això, el sodi i el potassi formen sals d'azida incolores que involucren l'anió N-₃ lineal; que a causa de la gran grandària dels cations de metalls alcalins, són tèrmicament prou estables com per poder fondre abans de descompondre.
Tots els metalls alcalins reaccionen fàcilment amb fòsfor i arsènic per formar fosfurs i arsenis amb la fórmula M₃Pn (on M representa un metall alcalí i Pn representa un pnicur: fòsfor, arsènic, antimoni o bismut). Això es deu a la major grandària dels ions P3- i As3-, per la qual cosa es necessita alliberar menys energia reticular perquè es formin les sales. Aquests no són els únics fosfurs i arsenics dels metalls alcalins; per exemple, el potassi té nou fosfurs coneguts diferents, amb fórmules K₃P, K₄P₃, K₅P₄, KP, K₄P₆, K₃P₇, K₃P11, KP10.3 i KP15. Mentre que la majoria dels metalls formen arsenics, només els metalls alcalins i alcalinoterris formen principalment arsenics iònics. L'estructura del Na₃As és complexa amb distàncies inusualment curtes de Na-Na de 328-330 pm, que són més curtes que en el metall de sodi, i això indica que fins i tot amb aquests metalls electropositius, la unió no pot ser directament iònica. Es coneixen altres arsenics de metalls alcalins que no s'ajusten a la fórmula M3As, com Lias, que té una lluentor metàl·lica i conductivitat elèctrica que indica la presència d'algun enllaç metàl·lic. Els antimonurs són inestables i reactius ja que l'ió SB3 és un agent reductor fort; La reacció dels mateixos amb àcids forma l'estibina gasosa tòxica i inestable (SbH₃). De fet, tenen algunes propietats metàl·liques, i els antimonurs de metalls alcalins de l'estequiometria MSB involucren àtoms d'antimoni units en una estructura en espiral de Zintl. Els bismuts ni tan sols són totalment iònics; són compostos intermetàl·lics que contenen enllaços parcialment metàl·lics i parcialment iònics.

### Òxids

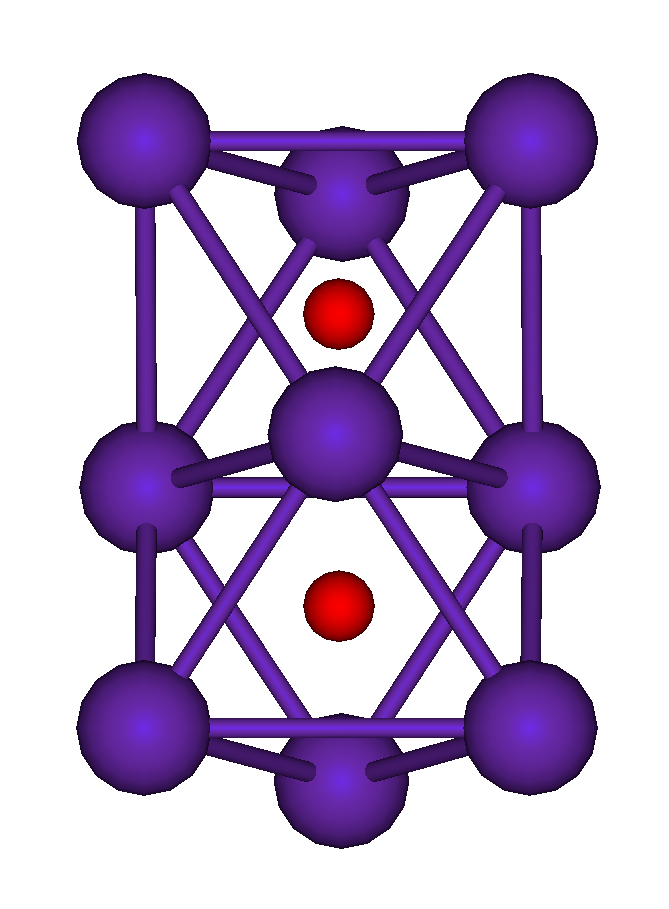
Rb_{9}O₂, compost per dos octaedres regulars connectats entre sí per una cara.

Tots els metalls alcalins reaccionen vigorosament amb l'oxigen en condicions estàndard. Formen diversos tipus d'òxids, com ara òxids simples (que contenen el ió O2-), peròxids (que contenen l'ió O2-₂, on hi ha un enllaç simple entre els dos àtoms d'oxigen), superòxids (que contenen l'ió O-₂), i molts altres. El liti es crema en l'aire per formar òxid de liti, però el sodi reacciona amb l'oxigen per formar una barreja d'òxid de sodi i peròxid de sodi. El potassi forma una barreja de peròxid de potassi i superòxid de potassi, mentre que el rubidi i el cesi formen superòxids exclusivament. La seva reactivitat augmenta al descendir en el grup: mentre que el liti, el sodi i el potassi simplement es cremen en l'aire, el rubidi i el cesi són pirofòrics (s'incendien espontàniament a l'aire).
Els metalls alcalins més petits tendeixen a polaritzar els anions més grans (peròxid i superòxid) a causa de la seva petita grandària. Això atreu els electrons en els anions més complexos cap a un dels seus àtoms d'oxigen constituents, formant un ió òxid i un àtom d'oxigen. Això fa que el liti formi un òxid exclusivament en reacció amb oxigen a temperatura ambient. Aquest efecte es torna dràsticament més feble per al sodi i el potassi, el que els permet formar els peròxids menys estables. El rubidi i el cesi, a la part inferior del grup, són tan grans que fins i tot es poden formar els superòxids menys estables. A causa que el superòxid allibera la major quantitat d'energia quan es forma, el superòxid es forma preferentment per als metalls alcalins més grans on els anions més complexos no estan polaritzats. (Els òxids i peròxids per aquests metalls alcalins existeixen, però no es formen per reacció directa del metall amb oxigen en condicions estàndard). A més, la petita grandària dels ions Li+ i O2− contribueix a que formin una estructura reticular iònica estable. No obstant això, sota condicions controlades, se sap que tots els metalls alcalins, amb l'excepció del franci, formen els seus òxids, peròxids i superòxids. Els peròxids i superòxids de metalls alcalins són agents oxidants poderosos. El peròxid de sodi i el superòxid de potassi reaccionen amb el diòxid de carboni per formar un carbonat de metall alcalí i el gas oxigen, que els permet ser utilitzats en purificadors d'aire per a submarins; La presència de vapor d'aigua, naturalment present en l'alè, fa que l'eliminació de diòxid de carboni pel superòxid de potassi sigui encara més eficient. Tots els metalls alcalins estables, excepte el liti, poden formar ozonurs vermells (MO₃) a través de la reacció a baixa temperatura de l'hidròxid anhidre en pols amb ozó: els ozons es poden extreure amb amoníac líquid.
El rubidi i el cesi poden formar una gran varietat de subòxids amb els metalls en estats d'oxidació formals per sota de +1. El rubidi pot formar Rb₆O i Rb9O₂ (color coure) després de l'oxidació en l'aire, mentre que les formes de cesi una varietat immensa d'òxids, com ara l'ozó OSC₃ i diversos colors brillants subòxids, com Cs₇O (bronze), Cs₄O (vermell-violeta), Cs11O₃ (violeta), Cs₃O (verd fosc), CsO, Cs₃O₂, també com Cs₇O₂. L'últim d'aquests pot escalfar-se al buit per generar Cs₂O.

### Halurs i hidrurs
Els metalls alcalins es troben entre els elements més electropositius en la taula periòdica i, per tant, tendeixen a unir-se iònicament als elements més electronegatius en la taula periòdica, els halogens (fluor, clor, brom, iode i àstat), formant sals conegudes com halurs de metalls alcalins. La reacció és molt enèrgica i a vegades pot provocar explosions. Es coneixen els vint halurs de metalls alcalins estables; Es desconeixen els inestables, a excepció de l'àstat de sodi, a causa de la gran inestabilitat i raresa de l'àstat i el franci. El més conegut dels vint és sens dubte el clorur de sodi, també conegut com a sal comuna. Tots els halurs de metalls alcalins estables tenen la fórmula MX (on M és un metall alcalí i X és un halogen). Tots són sòlids cristal·lins iònics blancs que tenen alts punts de fusió. Tots els halurs de metalls alcalins són solubles en aigua, excepte el fluorur de liti (LiF), que és insoluble en aigua per la seva alta entalpia reticular. L'alta entalpia reticular del fluorur de liti es deu les petites mides dels ions Li+ i F-, el que fa que les interaccions electroestàtiques entre ells siguin forts; ocorre un efecte similar per al fluorur de magnesi, consistent amb la relació diagonal entre el liti i el magnesi.

### Complexos de coordinació

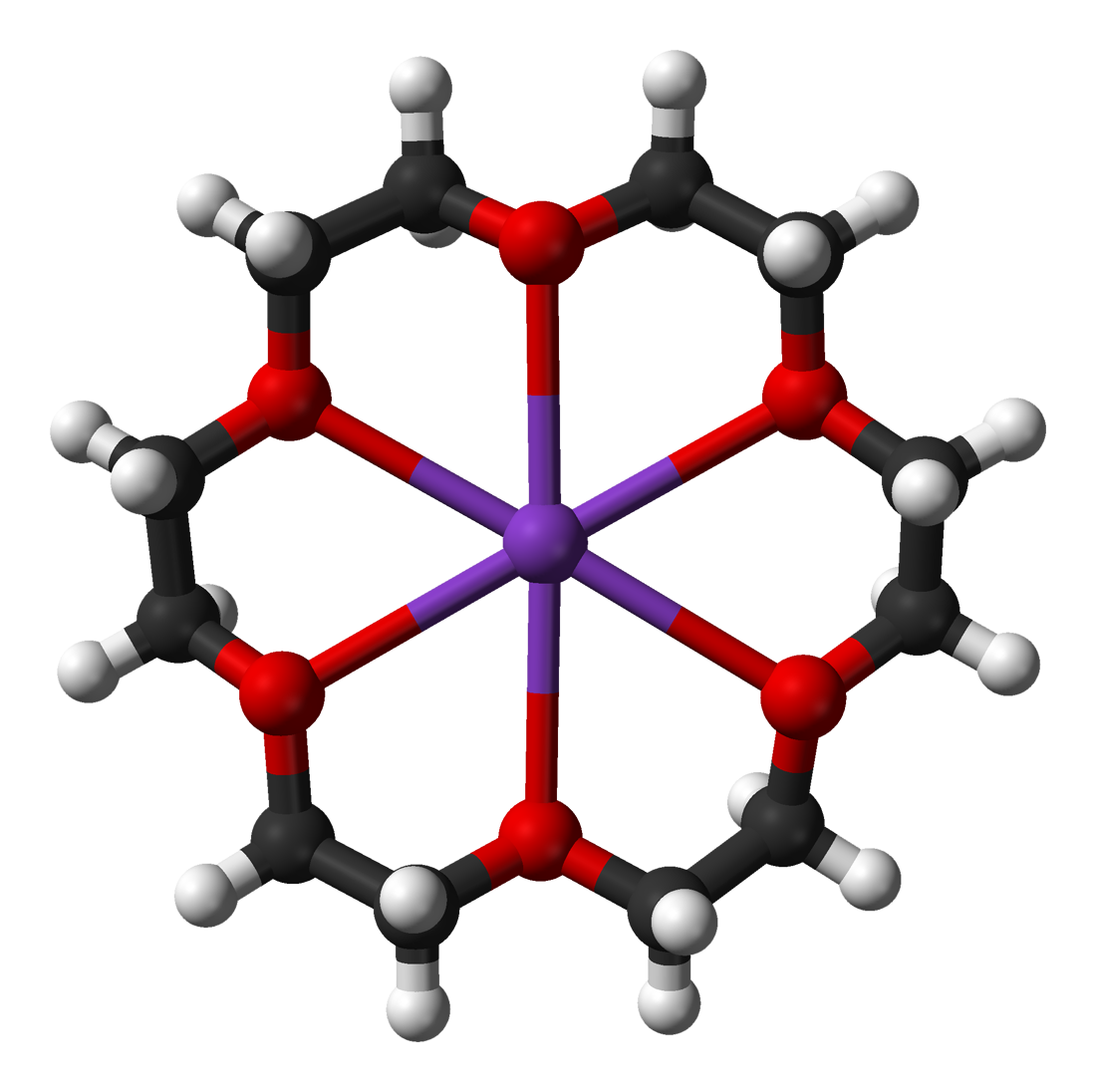
18-corona-6 coordinant amb un ió de potassi.

Els cations dels metalls alcalins generalment no formen complexos de coordinació amb bases simples de Lewis per la seva baixa càrrega de +1 i la seva mida relativament gran; així, l'ió Li + forma la majoria dels complexos, i els ions dels metalls alcalins més pesants es formen en menor mesura (encara que es produeixen excepcions per als complexos febles). El liti en particular té una química de coordinació molt rica en la qual exhibeix números de coordinació de l'1 a l'12, tot i que la hexacoordinació octaèdrica és la seva forma preferida. En solució aquosa, els ions de metalls alcalins existeixen com complexos hexahidratats octaèdrics [M (H₂O)₆)]+, amb l'excepció de l'ió liti, que a causa de la seva petita grandària forma complexos tetrahidratados tetraèdrics [Li(H₂O)₄)]+; els metalls alcalins formen aquests complexos perquè els seus ions són atrets per les forces electroestàtiques d'atracció cap a les molècules polars d'aigua. A causa d'això, les sals anhidres que contenen cations de metalls alcalins sovint s'usen com dessecants. Els metalls alcalins també formen fàcilment complexos amb èters corona.

### Solucions d'amoníac
Els metalls alcalins es dissolen lentament en amoníac líquid, formant solucions amoniacals de solvatat catió metàl·lic M+ i solvatat d'electrons e-,, que reaccionen per formar gas d'hidrogen i l'amida de metall alcalí (MNH2,, on M representa un metall alcalí). El procés pot ser accelerat per un catalitzador. Solucions similars estan formades per metalls alcalinoterris com el calci, estronci, bari, així com els lantànids divalents, europi i iterbi. La sal d'amida és bastant insoluble i es precipita fàcilment de la solució, deixant solucions d'amoníac intensament acolorides dels metalls alcalins. A baixes concentracions (per sota de 3M), la solució és blau fosc i té deu vegades la conductivitat del clorur de sodi aquós; a concentracions més altes (superiors a 3M), la solució és de color coure i té aproximadament la 'conductivitat de metalls líquids com el mercuri. A més de la sal d'amida de metall alcalí i els electrons solvatats, com solucions d'amoníac també contenen el catió de metall alcalí (M+), l'àtom de metall alcalí neutre (M), les molècules de metall alcalí diatòmic (M₂) i els anions de metall alcalí (M-). Aquests són inestables i eventualment es converteixen en l'amida de metall alcalí i l'hidrogen gasós més termodinàmicament estable. Els electrons solvatats són poderosos agents reductors i sovint es fan servir en síntesi química.

### Compostos organometàl·lics

#### Organolític

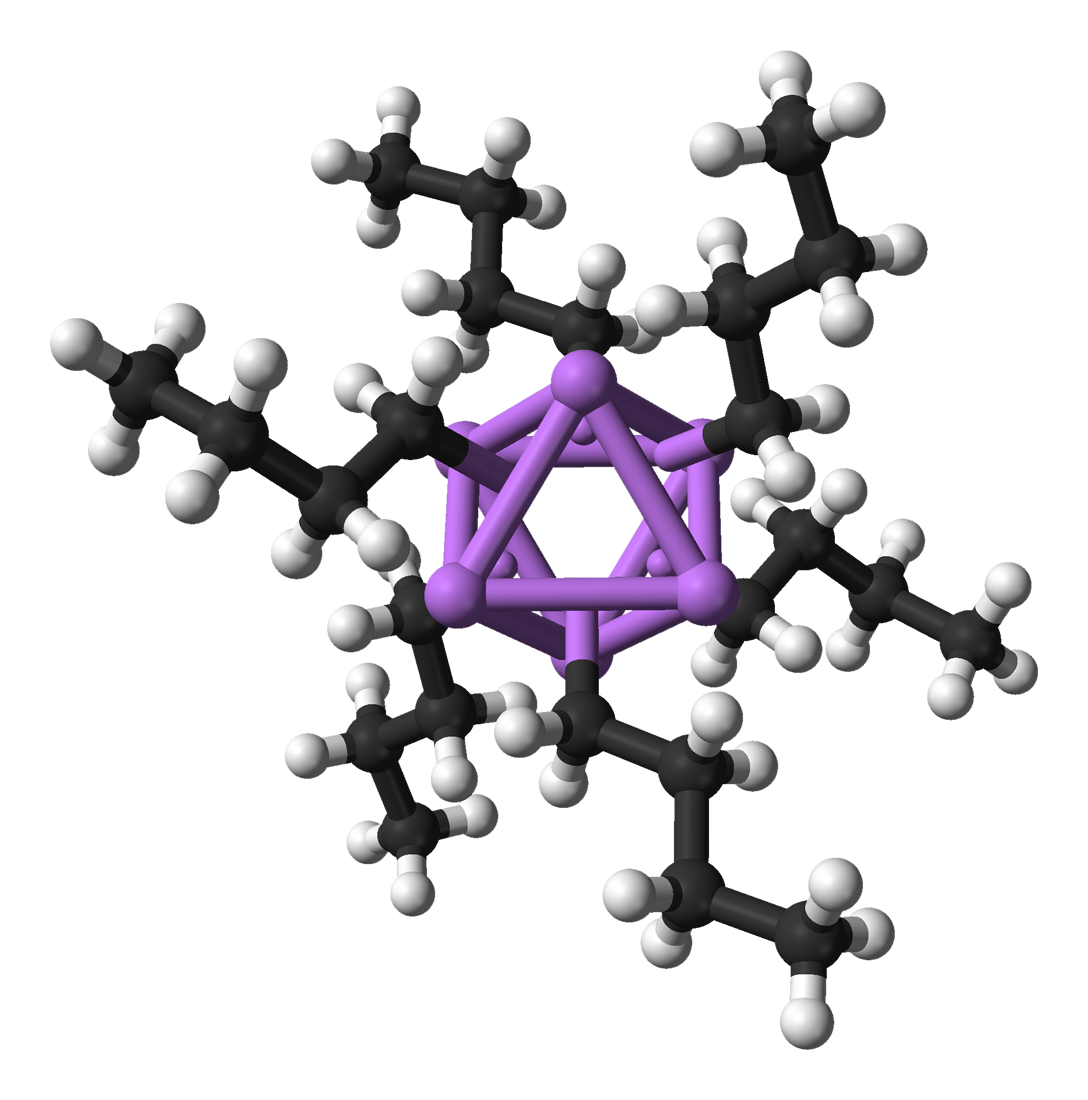
Estructura del n-butiliti hexamer, (C₄H_{9}Li)₆. Els conjunts estan aguantats junts per vincles covalents deslocalitzats entre el liti i el carboni terminal de la cadena de butil. No hi ha vinculació de liti a liti en cap compost organometàl·lic.

Al ser el metall alcalí més petit, el liti forma la més àmplia varietat de compostos organometàl·lics més estables, que estan units per enllaços covalents. Els compostos organolítics són sòlids o líquids volàtils, elèctricament no conductors que es fonen a baixes temperatures i tendeixen a formar oligòmers amb l'estructura (RLi)x on R és el grup orgànic. Com la naturalesa electropositiva del liti posa la major part de la densitat de càrrega de l'enllaç en l'àtom de carboni, creant efectivament un carbanió, els compostos organolítics són bases i nucleòfils extremadament poderosos. Per al seu ús com a bases, els butil-litis sovint es fan servir i estan disponibles comercialment. Un exemple d'un compost organolític és el metil·liti ((CH₃Li)x), que existeix en formes tetramèriques (x = 4, tetraèdrica) i hexamèrica (x = 6, octaèdrica). Els compostos d'organolític, especialment el n-butil liti, són reactius útils en síntesi orgànica, com podria esperar-se donada la relació diagonal del liti amb el magnesi, que exerceix un paper important en la reacció de Grignard. Per exemple, els alquilitis i els arilitis poden usar-se per sintetitzar aldehids i cetones per reacció amb carbonils metàl·lics. La reacció amb el tetracarbonil de níquel, per exemple, procedeix a través d'un complex inestable d'acil níquel carbonil que després se sotmet a una substitució electròfila per donar el producte desitjat d'aldehid (usant H + com electròfil) o cetona (usant un halur d'alquil). :105
{\displaystyle {\ce {LiR + [Ni(CO)4]^{-CO}-> Li+[RCONi(CO)3]-}}}
{\displaystyle {\ce {Li+[RCONi(CO)3]- ->[{H+}][{solvent}] Li+ + RCHO + [(solvent)Ni(CO)3]}}}
{\displaystyle {\ce {Li+[RCONi(CO)3]- ->[{R'Br}][{solvent}] Li+ + R'COR + [(solvent)Ni(CO)3]}}}

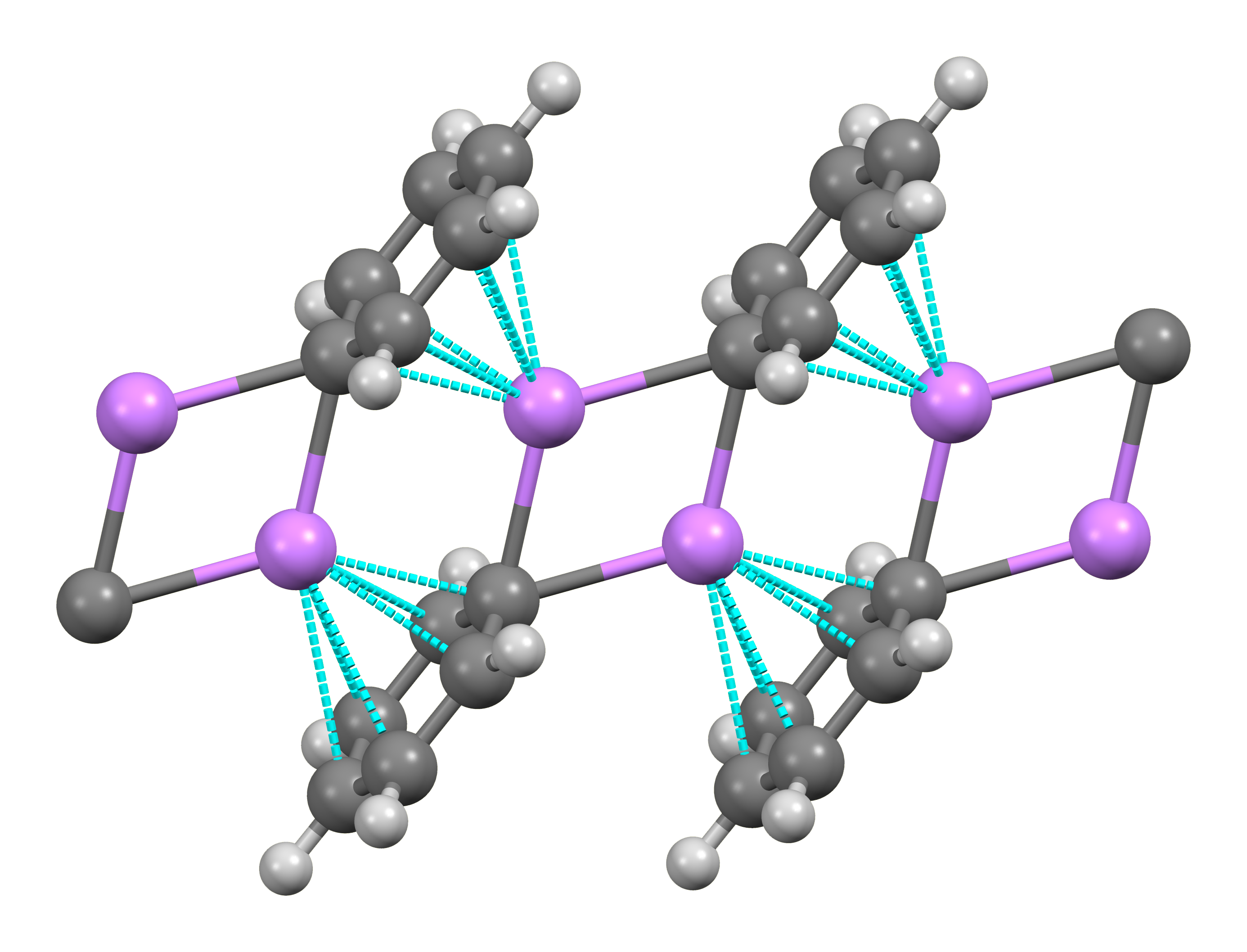
El fenil liti sòlid forma cristalls monoclínics que es poden descriure com consistents en subunitats dimèriques de Li₂ (C₆H₅)₂. Els àtoms de liti i els carbonis ipso dels anells de fenil formen un anell pla de quatre membres. El pla dels grups fenil és perpendicular al plànol d'aquest anell Li₂C₂.. Es produeix una unió intermolecular forta addicional entre aquests dímers de fenil liti i els electrons π dels grups fenil en els dímers adjacents, el que dona com a resultat una estructura d'escala polimèrica infinita.

Els alquilitis i els arillitis també poden reaccionar amb amides N, N-disustituides per donar aldehids i cetones, i cetones simètriques al reaccionar amb monòxid de carboni. Es descomponen tèrmicament per eliminar un hidrogen β, produint alquens i hidrur de liti; una altra ruta és la reacció d'èters amb alquil i arillitis que actuen com a bases fortes. En els dissolvents no polars, els arillitis reaccionen com els carbanions que són efectivament, convertint el diòxid de carboni en àcids carboxílics aromàtics (ArCO₂ H) i les aril cetones en carbinols terciaris (Ar'₂ C (Ar) OH). Finalment, poden usar-se per sintetitzar altres compostos organometàl·lics a través del intercanvi metall-halogen.

#### Metall alcalins més pesants
A diferència dels compostos organolítics, els compostos organometàl·lics dels metalls alcalins més pesants són predominantment iònics. L'aplicació de compostos organosòdics en la química està limitada en part a causa de la competència dels compostos organolítics, que estan disponibles comercialment i exhibeixen una reactivitat més convenient. El principal compost organosòdic d'importància comercial és el ciclopentadienur de sodi. El tetrafenilborat de sodi també es pot classificar com un compost organosòdic ja que en estat sòlid el sodi està unit als grups aril. Els compostos organometàl·lics dels metalls alcalins superiors són encara més reactius que els compostos organosòdics i d'utilitat limitada. Un reactiu notable és la base de Schlosser, una barreja de n-butil liti i terc- butòxid de potassi. Aquest reactiu reacciona amb el propè per formar el compost alilpotasi (KCH₂ CHCH₂). Cis-2-butè i trans-2-butè s'equilibren quan estan en contacte amb metalls alcalins. Mentre que la isomerització és ràpida amb liti i sodi, és lenta amb els metalls alcalins més pesants. Els metalls alcalins més pesants també afavoreixen la conformació congestionada estèricament. S'han reportat diverses estructures cristal·lines de compostos organopotàsics, establint que ells, com els compostos de sodi, són polimèrics. Els compostos d'organosodi, organopotasi, organorubidi i organocaesi són majoritàriament iònics i són insolubles (o gairebé) en solvents no polars.

Els derivats de l'alquil i aril de sodi i potassi tendeixen a reaccionar amb l'aire. Causen l'escissió d'èters, generant alcòxids. A diferència dels compostos d'alquil liti, els alquilsodis i els alquil potasios no poden fabricar-se fent reaccionar els metalls amb halurs d'alquil perquè es produeix l'acoblament de Wurtz. :265
{\displaystyle {\ce {RM + R'X -> R - R' + MX}}}
Com a tals, s'han de fer fent reaccionar compostos d'alquilmercuri amb sodi o potassi metàl·lic en dissolvents d'hidrocarburs inerts. Mentre que el metilsodi forma tetràmers com el metil liti, el metilpotasi és més iònic i té l'estructura d'arseniür de níquel amb anions de metil discrets i cations de potassi.
Els metalls alcalins i els seus hidrurs reaccionen amb hidrocarburs àcids, per exemple ciclopentadiens i alquins terminals, per donar sals. S'utilitzen solvents líquids d'amoníac, èter o hidrocarburs, el més comú dels quals és el tetrahidrofurà. El més important d'aquests compostos és el ciclopentadienur de sodi, NaC₅ H₅, un precursor important de molts derivats de ciclopentadienil de metalls de transició. De forma similar, els metalls alcalins reaccionen amb ciclooctatetraé en tetrahidrofurà per donar ciclooctatetraenurs de metall alcalí; per exemple, el ciclooctatetraenur de dipotassi (K₂C₈H₈) és un precursor important de molts derivats metàl·lics de ciclooctatetraenil, com l'uranocè. Els grans i molt dèbilment polaritzants cations de metalls alcalins poden estabilitzar, anions grans, aromàtics polarizables radicals, com el de color verd fosc naftalenur de sodi, Na+ [C10H₈•]-,, un agent reductor fort.

## Reaccions representatives de metalls alcalins

### Reacció amb oxigen
Al reaccionar amb l'oxigen, els metalls alcalins formen òxids, peròxids, superòxids i subòxids. No obstant això, els tres primers són més comuns. La següent taula mostra els tipus de compostos formats en reacció amb l'oxigen. El compost entre parèntesis representa el producte menor de la combustió.
| Metall alcalí | Òxid   | Peròxid | Superòxid |
| Li            | Li₂O   | (Li₂O₂) |           |
| Na            | (Na₂O) | Na₂O₂   |           |
| K             |        |         | KO₂       |
| Rb            |        |         | RbO₂      |
| Cs            |        |         | CsO₂      |

Els peròxids de metalls alcalins són compostos iònics que són inestables en l'aigua. L'anió peròxid s'uneix feblement al catió i s'hidrolitza, formant enllaços covalents més forts.
{\displaystyle {\ce {Na2O + 2 H2O -> 2 NAOH + H2O2}}}
Els altres compostos d'oxigen també són inestables en l'aigua.
{\displaystyle {\ce {2 KO2 + 2 H2O -> 2 KOH + H2O2 +O2}}}
{\displaystyle {\ce {Li2O + H2O -> 2 LiOH}}}

### Reacció amb el sofre
Amb sofre, formen sulfurs i polisulfurs.
{\displaystyle {\ce {2Na + 1/8S8 -> Na2S + 1/8S8 -> Na2S2...Na2S7}}}
A causa que els sulfurs de metalls alcalins són essencialment sals d'un àcid feble i una base forta, formen solucions bàsiques.
{\displaystyle {\ce {S^2- + H2O -> HS^- + HO^-}}}
{\displaystyle {\ce {HS^- + H2O -> H2S + HO^-}}}

### Reacció amb el nitrogen
El liti és l'únic metall que es combina directament amb el nitrogen a temperatura ambient.
{\displaystyle {\ce {3Li + 1/3N2 -> Li3N}}}

El Li₃N pot reaccionar amb aigua per alliberar amoníac.
{\displaystyle {\ce {Li3N + 3H2O -> 3LiOH + NH3}}}

### Reacció amb l'hidrogen
Amb l'hidrogen, els metalls alcalins formen hidrurs salins que s'hidrolitzen en aigua.
{\displaystyle {\ce {Na + H2 -> NaH}}} (altes temperatures)

{\displaystyle {\ce {NaH + H2O -> NaOH + H2}}}

### Recció amb el carboni
El liti és l'únic metall que reacciona directament amb el carboni per donar Acetilur de diliti. Na i K poden reaccionar amb acetilè per donar acetilurs.
{\displaystyle {\ce {2Li + 2C -> Li2C2}}}
{\displaystyle {\ce {Na + C2H2 -> NaC2H + 1/2H2}}}

### Reacció amb l'aigua
Al reaccionar amb l'aigua, generen ions d'hidròxid i gas hidrogen. Aquesta reacció és vigorosa i altament exotèrmica i l'hidrogen resultant pot inflamar-se en l'aire o fins i tot explotar en el cas de Rb i Cs.
{\displaystyle {\ce {Na + H2O -> NaOH + 1/2H2}}}

### Reacció amb altres sals
Els metalls alcalins són molt bons agents reductors. Poden reduir els cations metàl·lics que són menys electropositius. El titani es produeix industrialment mitjançant la reducció del tetraclorur de titani amb Na a 400 °C (procés de Van Arkel).
{\displaystyle {\ce {TiCl4 + 4 Na -> 4 NaCl + Ti}}}

### Reacció amb compostos organohalurs
Els metalls alcalins reaccionen amb derivats d'halogen per generar hidrocarburs a través de la reacció de Wurtz.
{\displaystyle {\ce {2 CH3 - Cl + 2 Na -> H3C - CH3 + 2 NaCl}}}

### Metalls alcalins en amoníac líquid

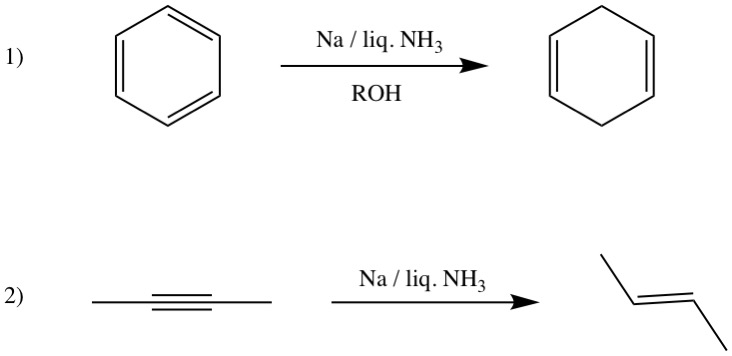
Reaccions de reducció amb sodi en amoníac líquid. La reacció 1) se coneix com a reducció de Birch.

Els metalls alcalins es dissolen en amoníac líquid o altres solvents donants com amines alifàtiques o hexametilfosforamida per donar solucions blaves. Es creu que aquestes solucions contenen electrons lliures.
{\displaystyle {\ce {Na + xNH3 -> Na+ + e(NH3)x-}}}

A causa de la presència d'electrons solvatats, aquestes solucions són agents reductors molt potents utilitzats en síntesi orgànica. Altres reduccions que poden ser portades per aquestes solucions són:
{\displaystyle {\ce {S8 + 2e- -> S8^2-}}}
{\displaystyle {\ce {Fe(CO)5 + 2e- -> Fe(CO)4^2- + CO}}}

## Extensions

Ràdio atòmic empíric (Na - Cs, Mg - Ra) i predit (Fr - UHP, Ubn - Uhh) dels metalls alcalins i alcalinoterris del tercer al novè període, mesurat en àngstroms

Tot i que el franci és el metall alcalí més pesant que s'ha descobert, s'han fet alguns treballs teòrics que prediuen les característiques físiques i químiques dels hipotètics metalls alcalins més pesants. On l'element del període 8, es prediu que l'element no descobert ununenni (element 119) serà el proper metall alcalí després del franci i es comportarà de manera molt semblant als seus congèneres més lleugers; però, també es prediu que difereix dels metalls alcalins més lleugers en algunes propietats. Es prediu que la seva química serà més propera a la del potassi o el rubidi lloc de cesi o franci. Això és inusual ja que les tendències periòdiques, ignorant els efectes relativistes predeien que l'ununenni seria encara més reactiu que el cesi i el franci. Aquesta reactivitat disminuïda es deu a l'estabilització relativista de l'electró de valència de l'ununenni, augmentant la primera energia d'ionització de l'ununenni i disminuint els radis metàl·lics i iònics; aquest efecte ja es veu per al franci. Això suposa que l'ununeni es comportarà químicament com un metall alcalí, el que, tot i que probablement, pot no ser cert a causa dels efectes relativistes. L'estabilització relativista de l'orbital 8 també augmenta l'afinitat electrònica de l'ununenni molt més enllà de la de cesi i franci; de fet, s'espera que l'ununenni tingui una afinitat electrònica més gran que tots els metalls alcalins més lleugers que ell. Els efectes relativistes també causen una caiguda molt gran en la polarització de l'ununenni. D'altra banda, es pronostica que l'ununenni continuarà la tendència que els punts de fusió disminueixin baixant el grup, i s'espera que tingui un punt de fusió entre 0 °C i 30 °C.

L'afinitat electrònica (Na – Fr) y la predicció (Uue) electrònica dels metalls alcalins del tercer al vuitè període, mesurats en voltis d'electrons.

L'estabilització de l'electró de valència d'ununenni i, per tant, la contracció de l'orbital 8s fan que el seu radi atòmic es redueixi a 240 pm, molt a prop del rubidi (247 pm), perquè la química de l'ununenni en l'estat d'oxidació +1 sigui més similar a la química del rubidi que a la del franci. D'altra banda, es prediu que el radi iònic de l'ió UUE + serà més gran que el de Rb+, perquè els orbitals 7p estan desestabilitzats i, per tant, són més grans que els orbitals p de les capes inferiors.L'ununenni també pot mostrar l'estat d'oxidació +3, que no es veu en cap altre metall alcalí, a més de l'estat d'oxidació +1 que és característic dels altres metalls alcalins i és també el principal estat d'oxidació de tots els metalls alcalins coneguts: això es deu a la desestabilització i expansió del spinor 7p3/2, el que fa que els seus electrons més externs tinguin una energia d'ionització més baixa del que d'una altra manera s'esperaria. De fet, s'espera que molts compostos d'ununenni tinguin un gran caràcter covalent, a causa de la participació dels electrons 7p3/2 a la unió.
No s'ha fet tanta feina per predir les propietats dels metalls alcalins més enllà de l'ununenni. Encara que una simple extrapolació de la taula periòdica (segons el principi d'Aufbau) posaria l'element 169, l'unhexenni, sota l'ununenni, els càlculs de Dirac-Fock prediuen que el següent element després de l'ununenni amb propietats de tipus alcalí pot ser l'element 165, unhexpenti, que prediu que té la configuració electrònica [Og] 5g18 6f¹⁴ 7d¹⁰ 8s² 8p1/2² 9s¹. Aquest element hauria propietats intermèdies entre un metall alcalí i un element del grup 11, i tot i que les seves propietats físiques i atòmiques estarien més a prop del primer, la seva química podria estar més a prop de la del segon. Altres càlculs mostren que l'unhexpenti seguiria la tendència d'augmentar l'energia d'ionització més enllà del cesi, que té una energia d'ionització comparable a la del sodi, i que també hauria de continuar la tendència de disminuir els radis atòmics més enllà del cesi, amb un radi atòmic comparable al del potassi. No obstant això, els electrons 7d de l'unhexpentium també poden participar en reaccions químiques juntament amb l'electró 9s, possiblement permetent estats d'oxidació més enllà de +1, d'aquí el probable comportament del metall de transició del unhexpentium.

Energia de ionizació empírica (Na – Fr, Mg – Ra) i predia (Uue – Uhp, Ubn – Uhh) dels metalls alcalins i alcalinoterris desde el tercer al novè període, mesurats en electronvoltis

A causa que els metalls alcalins i alcalinoterris són elements de bloc s, aquestes prediccions per a les tendències i propietats de l'ununenni i l'unhexpenti també es mantenen de manera força similar per als metalls alcalinoterris corresponents unbinilium (Ubn) i unhexhexium (Uhh). Unsepttrium, element 173, pot ser un homòleg encara més pesant que l'ununeni; amb una configuració electrònica predita de [USB] 6g¹, torna a la situació similar a un metall alcalí de tenir un electró que s'elimina fàcilment molt per sobre d'una closca p tancada en energia, i s'espera que sigui encara més reactiu que el cesi.
Les propietats probables d'altres metalls alcalins més enllà del unsepttrium encara no s'han explorat a partir de 2019, i poden o no existir. En els períodes 8 i superiors de la taula periòdica, els efectes relativistes i d'estructura de closca es tornen tan fortes que les extrapolacions de congèneres més clares es tornen completament inexactes. A més, els efectes relativistes i d'estructura de closca (que estabilitzen els orbitals s i desestabilitzen i s'expandeixen els orbitals d, f i g de les capes superiors) tenen efectes oposats, causant una diferència encara més gran entre relativistes i no relativistes. Càlculs de les propietats d'elements amb nombres atòmics tan alts.(306Ubb) i 164 (482Uhq).

## Metalls pseudoalcalins
Moltes altres substàncies són similars als metalls alcalins en la seva tendència a formar cations monopositius. Anàlogament als pseudohalògens, de vegades se'ls ha anomenat "metalls pseudoalcalins". Aquestes substàncies inclouen alguns elements i molts més ions poliatòmics; Els ions poliatòmics són especialment similars als metalls alcalins en la seva gran grandària i feble poder de polarització.

### Hidrogen
L'element hidrogen, amb un electró per àtom neutre, generalment es col·loca en la part superior de el Grup 1 de la taula periòdica per conveniència, però l'hidrogen normalment no es considera un metall alcalí; quan es considera que és un metall alcalí, es deu a les seves propietats atòmiques i no a les seves propietats químiques. En condicions típiques, hi ha hidrogen pur com un gas diatòmic que consta de dos àtoms per molècula (H₂); però, els metalls alcalins només formen molècules diatòmiques (com diliti, Li₂) a altes temperatures, quan estan en estat gasós.
L'hidrogen, com els metalls alcalins, té un electró de valència i reacciona fàcilment amb els halogens però les similituds acaben allà a causa de la petita grandària d'un protó nu H + en comparació amb els cations de metalls alcalins. La seva col·locació sobre el liti es deu principalment a la seva configuració electrònica. A vegades es col·loca per sobre del carboni a causa de les seves electronegativitats similars o al fluor per les seves propietats químiques similars.
La primera energia d'ionització de l'hidrogen (1312.0 kJ/mol) és molt més gran que la dels metalls alcalins. Com només cal un electró addicional per omplir la capa més externa de l'àtom d'hidrogen, l'hidrogen sovint es comporta com un halogen, formant l'ió hidrur negatiu, i molt ocasionalment es considera un halogen sobre aquesta base. (Els metalls alcalins també poden formar ions negatius, coneguts com alcalins, però aquests són poc més que curiositats de laboratori, sent inestables.) Un argument en contra d'aquesta ubicació és que la formació d'hidrur a partir d'hidrogen és endotèrmica, a diferència de la formació exotèrmica d'halurs a partir d'halogens. El radi de la H- anió també no encaixa la tendència d'augmentar la mida de baixar els halogens: en efecte, H- és molt difusa, ja que el seu únic protó no pot controlar fàcilment els dos electrons. S'esperava durant algun temps que l'hidrogen líquid mostrés propietats metàl·liques; si bé s'ha demostrat que aquest no és el cas, sota pressions extremadament altes, com les que es troben en els nuclis de Júpiter i Saturn, l'hidrogen es torna metàl·lic i es comporta com un metall alcalí; En aquesta fase, es coneix com hidrogen metàl·lic. La resistivitat elèctrica de l'hidrogen metàl·lic líquid a 3000 K és aproximadament igual a la del rubidi i el cesi líquids a 2000 K a les pressions respectives quan experimenten una transició de no metall a metall.
La configuració electrònica d'hidrogen 1s¹, encara que superficialment similar a la dels metalls alcalins (ns¹), és única perquè no hi ha una subcapa 1p. Per tant, pot perdre un electró per formar l'hidró H +, o guanyar un per a formar l'ió hidrur H-. En el primer cas s'assembla superficialment als metalls alcalins; en l'últim cas, els halogens, però les diferències a causa de la falta d'una subcapa 1p són prou importants com perquè cap dels grups s'ajusti bé a les propietats de l'hidrogen. El Grup 14 també s'ajusta bé en termes de propietats termodinàmiques, com l'energia d'ionització i l'afinitat electrònica, però no té sentit químic perquè l'hidrogen no pot ser tetravalent. Per tant, cap de les tres ubicacions és completament satisfactòria, tot i que el grup 1 és la ubicació més comuna (si es tria una) perquè l'hidró és, de bon tros, la més important de totes les espècies d'hidrogen monoatòmic, sent la base de la química àcid-base. Com a exemple de les propietats poc ortodoxes de l'hidrogen derivades de la seva configuració electrònica inusual i la seva petita grandària, l'ió hidrogen és molt petit (radi al voltant de 150 fm en comparació amb els 50-220 pm mida de la majoria dels altres àtoms i ions) i, per tant, no existeix en sistemes condensats que no estiguin associats amb altres àtoms o molècules. De fet, la transferència de protons entre productes químics és la base de la química àcid-base. També és única la capacitat de l'hidrogen per formar enllaços d'hidrogen, que són un efecte dels fenòmens contribuents de transferència de càrrega, electroestàtics i correlatius d'electrons. Si bé també es coneixen enllaços de liti anàlegs, majoritàriament són electroestàtics. No obstant això, l'hidrogen pot assumir el mateix paper estructural que els metalls alcalins en alguns vidres moleculars, i té una estreta relació amb els metalls alcalins més lleugers (especialment el liti).

### Amoni i derivats

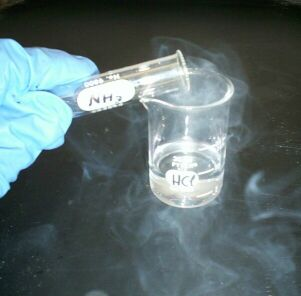
De forma similar als metalls alcalins, l'amoníac reacciona con l'àcid clorhídric pea formar la sal clorur de amoni.

L'ió d'amoni (NH+₄) té propietats molt similars als metalls alcalins més pesants, actua com un intermediari de metalls alcalins entre el potassi i el rubidi, i sovint es considera un parent proper. Per exemple, la majoria de les sals de metalls alcalins són solubles en aigua, una propietat que comparteixen les sals d'amoni. S'espera que l'amoni es comporti de manera estable com un metall (NH+₄ ions en un mar d'electrons deslocalitzats) a pressions molt altes (encara que menys que la pressió típica on ocorren les transicions de comportament aïllant a metàl·lic, 100 GPa), i possiblement podria ocórrer dins dels gegants de gel Urà i Neptú, el que pot tenir un impacte significatiu en els seus camps magnètics interiors. S'ha estimat que la transició d'una barreja de molècules d'amoníac i dihidrogen a amoni metàl·lic pot passar a pressions just per sota de 25 GPa. En condicions estàndard, l'amoni pot formar una amalgama metàl·lica amb mercuri.
Altres "metalls pseudoalcalins" inclouen els cations d'alquilamoni, en els quals alguns dels àtoms d'hidrogen en el catió d'amoni són reemplaçats per grups alquil o aril. En particular, els cations d'amoni quaternari (NR+₄) són molt útils ja que estan carregats permanentment, i sovint es fan servir com una alternativa al costós Cs+ per estabilitzar anions molt grans i fàcilment polarizables com HI-₂. Els hidròxids de tetraalquilamoni, com els hidròxids de metalls alcalins, són bases molt fortes que reaccionen amb el diòxid de carboni atmosfèric per formar carbonats. A més, l'àtom de nitrogen pot ser reemplaçat per un àtom de fòsfor, arsènic o antimoni (els pnicurs no metàl·lics més pesants), creant un fosfoni (PH+₄) o arsoni (AsH+₄), catió que pot ser substituït de manera similar.

### Cobaltocè i derivats
El cobaltocè, Co (C₅H₅)₂, és un metalocè, l'anàleg de cobalt del ferrocè. És un sòlid porpra fosc. El cobaltocè té 19 electrons de valència, un més del que generalment es troba en els complexos metàl·lics de organotransició, com el seu parent molt estable, el ferrocè, d'acord amb la regla dels 18 electrons. Aquest electró addicional ocupa un orbital que s'està unint pel que fa als enllaços Co-C. En conseqüència, moltes reaccions químiques de Co (C₅H₅)₂ es caracteritzen per la seva tendència a perdre aquest electró "extra", produint un catió de 18 electrons molt estable conegut com cobaltoceni. Moltes sals de cobaltoceni coprecipiten amb sals de cesi, i el hidròxid de cobaltoceni és una base forta que absorbeix diòxid de carboni atmosfèric per formar carbonat de cobaltoceni. A l'igual que els metalls alcalins, el cobaltocè és un agent reductor fort, i el decametilcobaltocè és encara més fort a causa de l'efecte inductiu combinat dels deu grups metil. El cobalt pot ser substituït pel seu congènere més pesant rodi per donar rodocè, un agent reductor encara més fort. L'iridocè (que implica iridi) presumiblement seria encara més potent, però no està molt ben estudiat causa de la seva inestabilitat.

### Tal·li

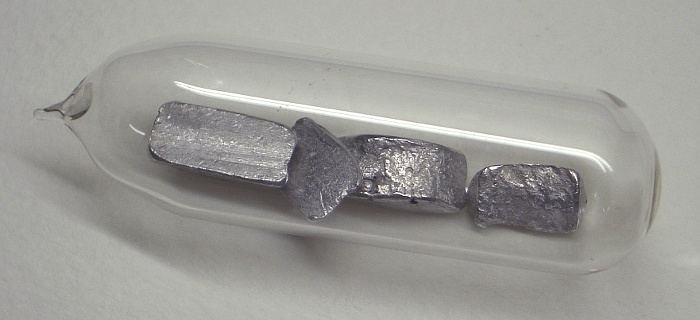
Peces de tal·li molt pures en una ampul·la de vidre, guardades sota gas argó.

El tal·li és l'element estable més pesant en el grup 13 de la taula periòdica. A la part inferior de la taula periòdica, l'efecte del parell inert és bastant forta, a causa de l'estabilització relativista de l'orbital 6s i l'energia d'enllaç decreixent a mesura que els àtoms augmenten de mida, de manera que la quantitat d'energia alliberada en la formació de dos enllaços més no és Val la pena les altes energies d'ionització dels electrons 6s. Mostra l'estat d'oxidació +1 que mostren tots els metalls alcalins coneguts, i els compostos de tal·li amb tal·li en el seu estat d'oxidació +1 s'assemblen molt als compostos de potassi o plata corresponents estequiomètricament a causa de l'iònic similar radis de Tl+ (164 pm), K+ (152 pm) i Ag+ (129 pm) ions. A vegades es va considerar un metall alcalí a Europa continental (però no a Anglaterra) en els anys immediatament posteriors al seu descobriment, i es va col·locar just després del cesi com el sisè metall alcalí en la taula periòdica de 1869 de Dmitri Mendeléiev i Julius, en la taula periòdica de 1868 de Lothar Meyer. (La taula periòdica de 1871 de Mendeléiev i la taula periòdica de 1870 de Meyer van posar al tal·li en la seva posició actual en el grup del bor i van deixar en blanc l'espai sota el cesi). No obstant això, el tal·li també mostra l'estat d'oxidació +3, que cap metall alcalí conegut mostra 245: 28 (tot i que es prediu que l'ununenni, el setè metall alcalí no descobert, possiblement mostri l'oxidació + 3 estat). El sisè metall alcalí ara es considera franci. Mentre que Tl+ s'estabilitza per l'efecte del parell inert, aquest parell inert d'electrons 6s encara pot participar químicament, de manera que aquests electrons són estereoquímicament actius en solució aquosa. A més, els halurs de tal·li (excepte Tlf) són bastant insolubles en aigua, i Tli té una estructura inusual a causa de la presència del parell inert estereoquímicament actiu en tal·li.

### Cobre, plata i or

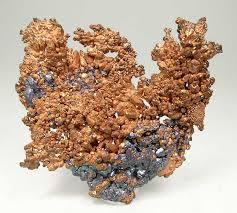
Coure

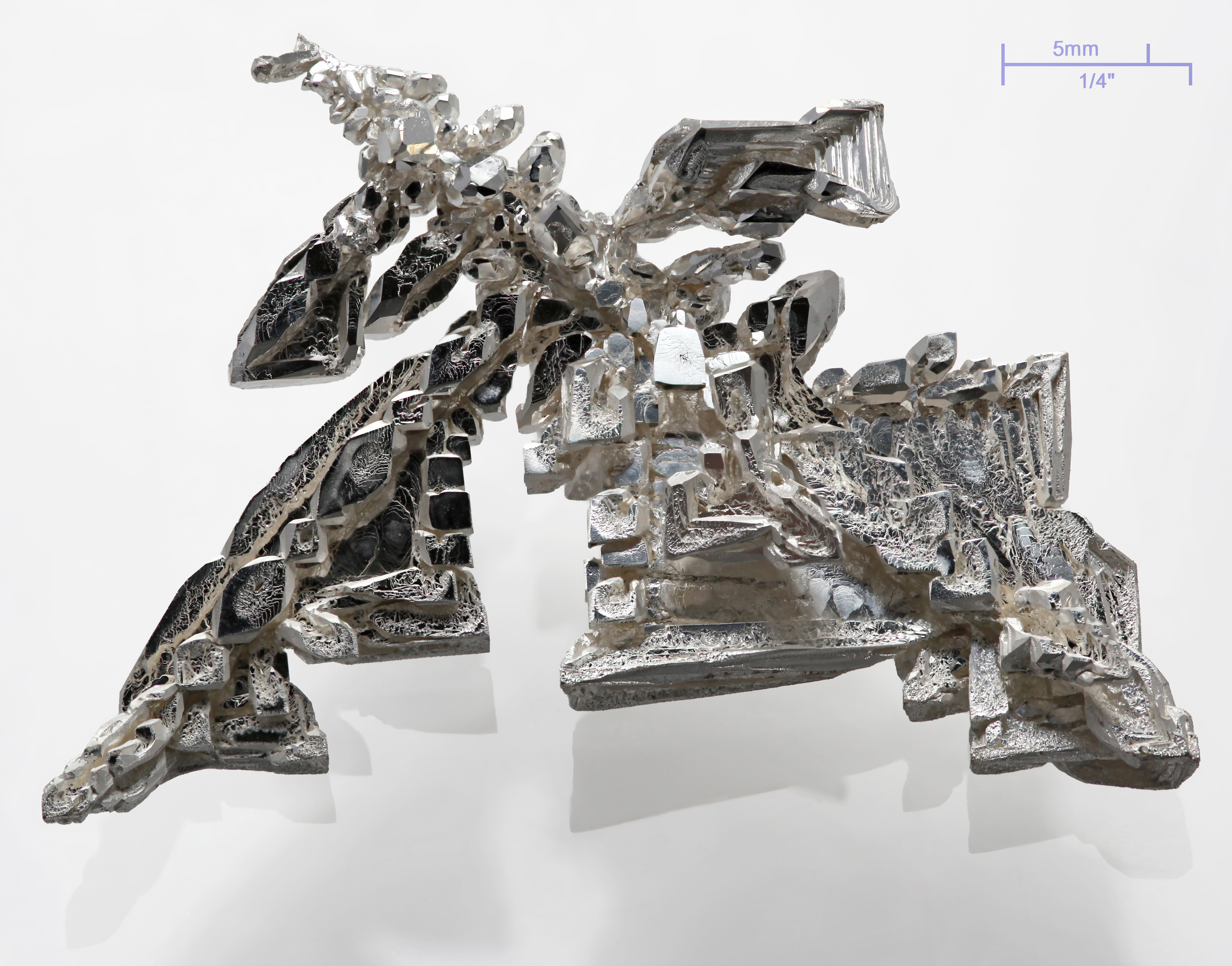
Plata

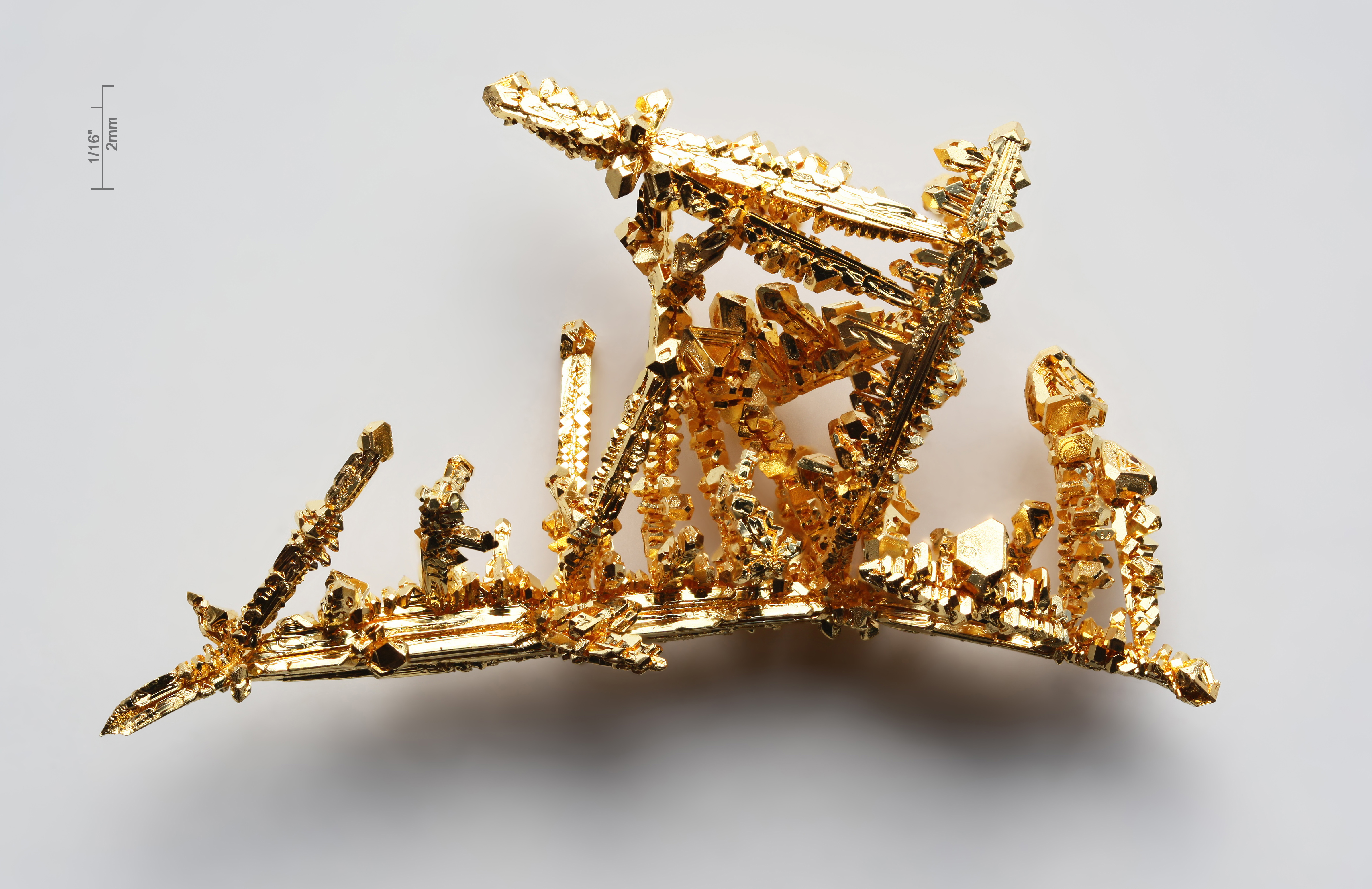
Or

Els metalls del grup 11 (o metalls d'encunyació), coure, plata i or, generalment es classifiquen com metalls de transició atès que poden formar ions amb capes D incompletes. Físicament, tenen els punts de fusió relativament baixos i els alts valors d'electronegativitat associats amb els metalls posteriors a la transició. Químicament, els metalls del grup 11 es comporten com els metalls del grup principal en els seus estats de valència +1 i, per tant, estan una mica relacionats amb els metalls alcalins: aquesta és una raó per la qual prèviament van ser etiquetats com "grup IB", en paral·lel amb els metalls alcalins "grup IA". A vegades es classifiquen com metalls posteriors a la transició. Els seus espectres són anàlegs als dels metalls alcalins. Els seus ions monopositius són paramagnètics i no aporten color a les seves sals, com els dels metalls alcalins.
A la taula periòdica de 1871 de Mendeléiev, el coure, la plata i l'or s'enumeren dues vegades, una al grup VIII (amb la tríada de ferro i els metalls del grup de el platí), i un cop en el grup IB. No obstant això, el grup IB es parèntesi per assenyalar que era temptatiu. El criteri principal de Mendeléiev per a l'assignació de grup era l'estat d'oxidació màxima d'un element: sobre aquesta base, els elements del grup 11 no podien classificar-se en el grup IB, a causa de l'existència de compostos de coure (II) i or (III) coneguts en aquest moment. No obstant això, eliminar el grup IB convertiria al grup I en l'únic grup principal (el grup VIII va ser etiquetat com a grup de transició) que no té una bifurcació A-B. Poc després, la majoria dels químics van triar classificar aquests elements en el grup IB i eliminar-los del grup VIII per a la simetria resultant: aquesta va ser la classificació predominant fins al sorgiment de la taula periòdica moderna de 18 columnes, mitjana i llarga, que va separar els metalls alcalins del grup 11.
Els metalls d'encunyació es consideraven tradicionalment com una subdivisió del grup de metalls alcalins, pel fet que compartien la configuració electrònica s1 característica dels metalls alcalins (grup 1:p⁶ s¹; grup 11: d¹⁰s¹). No obstant això, les similituds es limiten en gran manera a les estequiometries dels compostos +1 de tots dos grups, i no a les seves propietats químiques. Això es deriva de la subshell de plena que proporciona un efecte de protecció molt més feble en l'electró s més extern que la sub-capa p plena, de manera que els metalls d'encunyació tenen energies de primera ionització molt més altes i ràdios iònics més petits que els metalls alcalins corresponents. A més, tenen punts de fusió, dureses i densitats més altes, i reactivitats i solubilitats més baixes en amoníac líquid, a més de tenir un caràcter més covalent en els seus compostos. Finalment, els metalls alcalins són a la part superior de la sèrie electroquímica, mentre que els metalls d'encunyació estan gairebé a la part inferior. La pela de plena de metalls d'encunyació s'altera molt més fàcilment que la sub-capa p plena de metalls alcalins, de manera que les energies d'ionització segona i tercera són més baixes, el que permet estats d'oxidació més alts que +1 i una química de coordinació més rica, el que li dona al grup 11 metalls clars de caràcter de metall de transició. Particularment notable és l'or que forma compostos iònics amb rubidi i cesi, en què forma l'ió aurida (Au-) que també es presenta en forma solvatada en solució d'amoníac líquid; aquí l'or es comporta com un pseudohalogen perquè la seva configuració 5d¹⁰ 6s¹ té un electró menys que la configuració quasi-tancada 5d¹⁰ 6s²de mercuri.

## Producció i aïllament

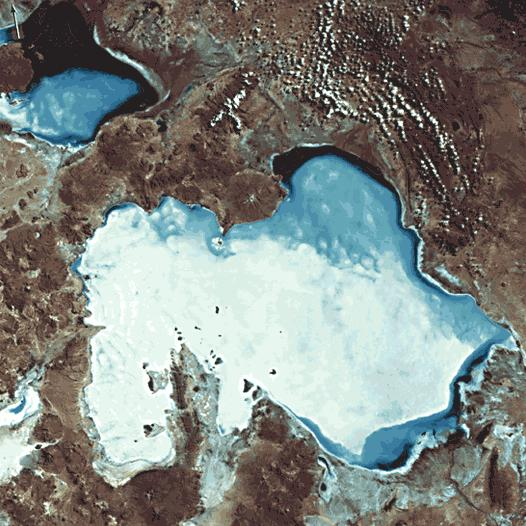
Els salars són rics en liti, com el Salar de Uyuni, Bolivia.

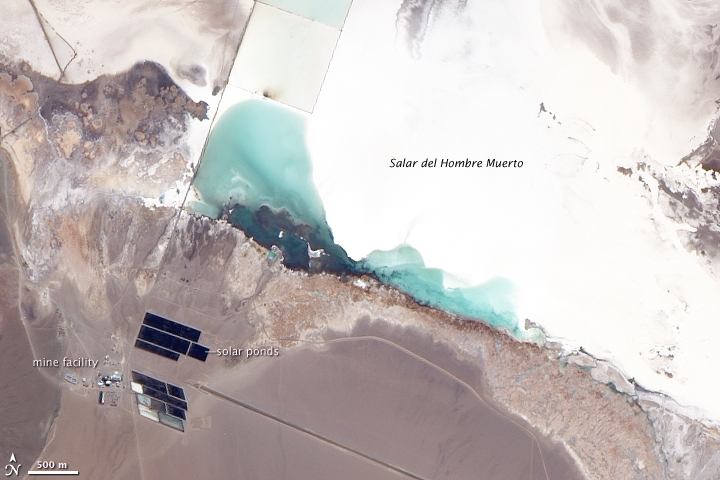
Salar del Hombre Muerto, Argentina. La salmorra rica en liti es concentra bombant als estanys d'evaporació solar.

La producció de metalls alcalins purs és una cosa complicada a causa de la seva extrema reactivitat amb substàncies d'ús comú, com l'aigua. A partir dels seus minerals de silicat, tots els metalls alcalins estables es poden obtenir de la mateixa manera: l'àcid sulfúric es fa servir primer per dissoldre l'ió de metall alcalí i els ions d'alumini (III) desitjats del mineral (lixiviació), amb la qual cosa la precipitació bàsica elimina els ions d'alumini de la barreja precipitant com l'hidròxid. El carbonat de metall alcalí insoluble restant es precipita llavors selectivament; la sal es dissol en àcid clorhídric per produir el clorur. El resultat es deixa evaporar i el metall alcalí es pot aïllar. El liti i el sodi generalment s'aïllen per electròlisi dels seus clorurs líquids, i s'agrega clorur de calci per disminuir el punt de fusió de la barreja. Els metalls alcalins més pesants, però, s'aïllen més típicament d'una manera diferent, on s'usa un agent reductor (típicament sodi per potassi i magnesi o calci per als metalls alcalins més pesants) per reduir el clorur de metall alcalí. El producte líquid o gasós (el metall alcalí) després es sotmet a destil·lació fraccionada per a la purificació. La majoria de les rutes als metalls alcalins purs requereixen l'ús d'electròlisi per la seva alta reactivitat; un dels pocs que no és la piròlisi de la azida de metall alcalí corresponent, que produeix el metall per sodi, potassi, rubidi i cesi i el nitrur per liti.
Les sals de liti han de ser extreta de l'aigua de fonts minerals, salessis, i dipòsits de salmorra. El metall es produeix electrolíticament a partir d'una barreja de clorur de liti fos i clorur de potassi.
El sodi es produeix principalment en l'aigua de mar i en els fons marins secs, però ara es produeix a través de l'electròlisi del clorur de sodi al reduir el punt de fusió de la substància a menys de 700 °C mitjançant l'ús d'una cel·la Downs. El potassi es troba en molts minerals, com la silvita (clorur de potassi). Anteriorment, el potassi generalment s'elaborava a partir de l'electròlisi del clorur de potassi o l'hidròxid de potassi, 266 trobat àmpliament en llocs com Canadà, Rússia, Belarús, Alemanya, Israel, Estats Units i Jordània, en un mètode similar a com es va produir el sodi a finals de 1800 i principis de 1900. També es pot produir a partir d'aigua de mar. No obstant això, aquests mètodes són problemàtics perquè el metall de potassi tendeix a dissoldre en el seu clorur fos i es vaporitza significativament a les temperatures de funcionament, formant potencialment el superòxid explosiu. Com a resultat, ara es produeix metall de potassi pur reduint el clorur de potassi fos amb metall de sodi a 850 °C.
{\displaystyle {\ce {Na (g) + KCl(I) <=> NaCl(I) + K(g)}}}
Tot i que el sodi és menys reactiu que el potassi, aquest procés funciona perquè a temperatures tan altes el potassi és més volàtil que el sodi i es pot destil·lar fàcilment, de manera que l'equilibri es desplaça cap a la dreta per produir més gas de potassi i gairebé es complet.
Durant diversos anys, en les dècades de 1950 i 1960, un subproducte de la producció de potassi anomenat Alkarb va ser la font principal de rubidi. L'Alkarb contenia el 21% de rubidi, mentre que la resta era potassi i una petita fracció de cesi. Avui, els majors productors de cesi, per exemple la mina Tanco a Manitoba, Canadà, produeixen rubidi com a subproducte de la pol·lucita. Un mètode comú per separar el rubidi del potassi i el cesi és la cristal·lització fraccionada d'un alum de rubidi i cesi (Cs, Rb) al (SO₄)₂ · 12 H₂O, que produeix alum de rubidi pur després d'aproximadament 30 recristalizacions. Les aplicacions limitades i la manca d'un mineral ric en rubidi limiten la producció de compostos de rubidi a 2 o 4 tones per any. El cesi, però, no es produeix a partir de la reacció anterior. En canvi, l'extracció de mineral de pol·lucita és el mètode principal per obtenir cesi pur, extret del mineral principalment per tres mètodes: digestió àcida, descomposició alcalina i reducció directa. Els dos metalls es produeixen com a subproductes de la producció de liti: després de 1958, quan l'interès en les propietats termonuclears del liti va augmentar bruscament, la producció de rubidi i cesi també va augmentar corresponentment. Els metalls purs de rubidi i cesi es produeixen al reduir els seus clorurs amb calci metàl·lic a 750 °C i baixa pressió.
Com a resultat de la seva extrema raresa en la naturalesa, la majoria el franci se sintetitza en la reacció nuclear 197Au + 18O → 210Fr + 5n, produint franci-209, franci-210 i franci-211. El major nombre de franci mai reunida fins a la data és d'aproximadament 300.000 àtoms neutres, que es sintetitzar utilitzant la reacció nuclear donada anteriorment. Quan cal específicament l'únic isòtop natural de franci-223, es produeix com la filla alfa de l'actini-227, en si mateix produït sintèticament a partir de la irradiació de neutrons de el radi natural-226, una de les filles de l'urani-238 natural.

## Aplicacions
El liti, el sodi i el potassi tenen moltes aplicacions, mentre que el rubidi i el cesi són molt útils en contextos acadèmics, encara no tenen moltes aplicacions. El liti s'usa sovint en bateries d'ions de liti, i l'òxid de liti pot ajudar a processar el sílice. L'estearat de liti és un espessidor i pot usar-se per fabricar greixos lubricants; Es produeix a partir de l'hidròxid de liti, que també s'utilitza per absorbir diòxid de carboni en càpsules espacials i submarins. El clorur de liti s'utilitza com un aliatge de soldadura forta per a peces d'alumini. El liti metàl·lic s'usa en aliatges amb magnesi i alumini per donar aliatges molt resistents i lleugeres.
Els compostos de sodi tenen moltes aplicacions, la més coneguda és el clorur de sodi com a sal de taula. Les sals de sodi dels àcids grassos es fan servir com a sabó. El metall de sodi pur també té moltes aplicacions, inclòs l'ús en llums de vapor de sodi, que produeixen una llum molt eficient en comparació amb altres tipus d'il·luminació, i poden ajudar a suavitzar la superfície d'altres metalls. A l'ésser un agent reductor fort, sovint es fa servir per reduir molts altres metalls, com el titani i el zirconi, dels seus clorurs. A més, és molt útil com a líquid d'intercanvi de calor en reactors nuclears reproductors ràpids causa del seu baix punt de fusió, viscositat i secció transversal cap a la absorció de neutrons.
Els compostos de potassi es fan servir sovint com a fertilitzants, ja que el potassi és un element important per a la nutrició de les plantes. L'hidròxid de potassi és una base molt forta i es fa servir per controlar el pH de diverses substàncies. El nitrat de potassi i el permanganat de potassi sovint s'usen com a poderosos agents oxidants. El superòxid de potassi s'usa en màscares per respirar, ja que reacciona amb diòxid de carboni per donar carbonat de potassi i gas oxigen. El potassi metall pur no s'usa amb freqüència, però els seus aliatges amb sodi poden substituir el sodi pur en els reactors nuclears reproductors ràpids.
El rubidi i el cesi sovint es fan servir en rellotges atòmics. Els rellotges atòmics de cesi són extraordinàriament precisos; si s'hagués fet un rellotge en el moment dels dinosaures, estaria desfasat per menys de quatre segons (després de 80 milions d'anys). Per aquesta raó, els àtoms de cesi s'usen com la definició de segon. Els ions de rubidi sovint es fan servir en focs artificials morats, i el cesi s'usa sovint en fluids de perforació a la indústria del petroli.
El franci no té aplicacions comercials, però a causa de la seva estructura atòmica relativament simple, entre altres coses, s'ha utilitzat en experiments d'espectroscòpia, el que porta a més informació sobre els nivells d'energia i les constants d'acoblament entre partícules subatòmiques. Els estudis sobre la llum emesa pels ions franci-210 atrapats per làser han proporcionat dades precises sobre les transicions entre els nivells d'energia atòmica, similars als predits per la teoria quàntica.

## Rol biològic i precaucions

### Metalls
Els metalls alcalins purs són perillosament reactius amb l'aire i l'aigua i s'han de mantenir allunyats de la calor, foc, agents oxidants, àcids, la majoria dels compostos orgànics, halocarburs, plàstics i humitat. També reaccionen amb diòxid de carboni i tetraclorur de carboni, de manera que els extintors normals són contraproduents quan s'usen en incendis de metalls alcalins. Alguns extintors de pols seca de Classe D dissenyats per incendis de metalls són efectius, privant el foc d'oxigen i refredant el metall alcalí.
Els experiments generalment es duen a terme utilitzant només petites quantitats d'uns pocs grams en una campana extractora. Poden eliminar petites quantitats de liti per reacció amb aigua freda, però els metalls alcalins més pesants han de dissoldre en l'isopropanol menys reactiu. Els metalls alcalins s'han d'emmagatzemar en oli mineral o en una atmosfera inert. L'atmosfera inert utilitzada pot ser argó o gas nitrogen, llevat del liti, que reacciona amb el nitrogen. El rubidi i el cesi s'han de mantenir allunyats de l'aire, fins i tot sota l'oli, perquè fins i tot una petita quantitat d'aire difós en l'oli pot desencadenar la formació del peròxid perillosament explosiu; Per la mateixa raó, el potassi no s'ha d'emmagatzemar sota l'oli en una atmosfera que contingui oxigen durant més de 6 mesos.

### Ions

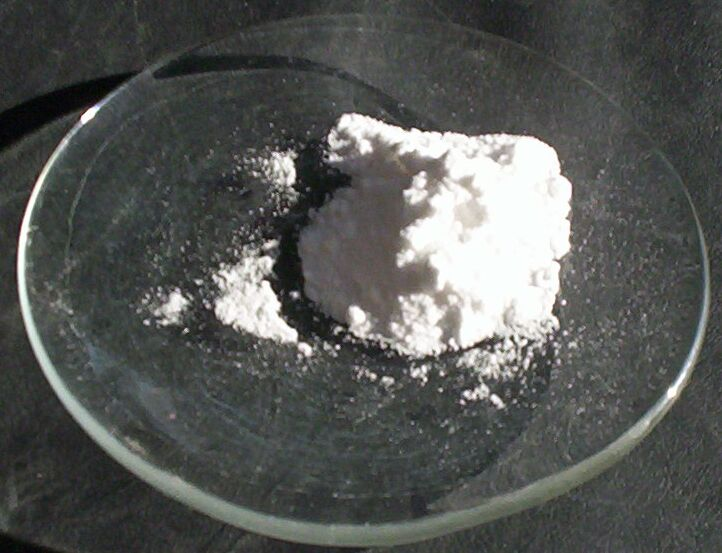
Carbonat de liti

La química bioinorgànica dels ions de metalls alcalins han estat àmpliament revisats. S'han determinat estructures cristal·lines en estat sòlid per a molts complexos d'ions de metalls alcalins en pèptids petits, constituents d'àcids nucleics, carbohidrats i complexos d'ionòfors.
El liti, de forma natural, només es produeix en traces en sistemes biològics i no té un paper biològic conegut, però té efectes en el cos quan s'ingereix. El carbonat de liti s'usa com a estabilitzador de l'estat d'ànim en psiquiatria per tractar el trastorn bipolar (depressió maníaca) en dosis diàries d'aproximadament 0,5-2 grams, encara que hi ha efectes secundaris. La ingestió excessiva de liti causa somnolència, dificultat per parlar i vòmits, entre d'altres símptomes, i enverina el sistema nerviós central, cosa és perillós ja que la dosi requerida de liti per tractar el trastorn bipolar és només una mica més baixa que la dosi tòxica. La seva bioquímica, la forma en què el cos humà el fa anar i els estudis en rates i cabres suggereixen que és un oligoelement essencial, encara que la funció biològica natural del liti en humans encara no s'ha identificat.
El sodi i el potassi es produeixen en tots els sistemes biològics coneguts, generalment funcionen com electròlits dins i fora de les cèl·lules. El sodi és un nutrient essencial que regula el volum sanguini, la pressió arterial, l'equilibri osmòtic i el pH; El requeriment fisiològic mínim per al sodi és 500 mil·ligrams per dia. El clorur de sodi (també conegut com sal comuna) és la principal font de sodi en la dieta, i s'usa com a condiment i conservant, com per confitats i cecina; La major part prové d'aliments processats. La ingesta dietètica de referència per sodi és 1.5 grams per dia, però la majoria de les persones als Estats Units consumeixen més de 2.3 grams per dia, la quantitat mínima que promou la hipertensió; això al seu torn causa 7,6 milions de morts prematures a tot el món.
El potassi és el catió principal (ió positiu) dins de les cèl·lules animals, mentre que el sodi és el catió principal fora de les cèl·lules animals. Les diferències de concentració d'aquestes partícules carregades provoquen una diferència en el potencial elèctric entre l'interior i l'exterior de les cèl·lules, conegut com a potencial de membrana. L'equilibri entre el potassi i el sodi és mantingut per les proteïnes transportadores d'ions a la membrana cel·lular. El potencial de la membrana cel·lular creat pels ions de potassi i sodi permet que la cèl·lula generi un potencial d'acció, un "pic" de descàrrega elèctrica. La capacitat de les cèl·lules per produir descàrregues elèctriques és crítica per a les funcions corporals com la neurotransmissió, la contracció muscular i la funció cardíaca. La interrupció d'aquest equilibri pot ser fatal: per exemple, la ingestió de grans quantitats de compostos de potassi pot provocar hipercalèmia que influeix fortament en el sistema cardiovascular. El clorur de potassi s'usa en els Estats Units per a les execucions d'injecció letal.
A causa dels seus radis atòmics similars, el rubidi i el cesi en el cos imiten el potassi i s'absorbeixen de manera similar. El rubidi no té un paper biològic conegut, però pot ajudar a estimular el metabolisme, i, de manera similar al cesi, reemplaça el potassi en el cos causant deficiència de potassi. La substitució parcial és bastant possible i bastant no tòxica: una persona de 70 kg conté de mitjana 0.36 gr de rubidi, i un augment en aquest valor de 50 a 100 vegades no va mostrar efectes negatius en les persones de prova. Les rates poden sobreviure fins a un 50% de substitució de potassi per rubidi. El rubidi (i en molt menor mesura el cesi) pot funcionar com una cura temporal per a la hipocalèmia; mentre que el rubidi pot substituir adequadament el potassi fisiològicament en alguns sistemes, el cesi mai pot fer-ho. Només hi ha evidència molt limitada en forma de símptomes de deficiència perquè el rubidi sigui possiblement essencial en les cabres; fins i tot si això és cert, les quantitats traça generalment presents en els aliments són més que suficients.
La majoria de la gent poques vegades troba compostos de cesi, però la majoria dels compostos de cesi són lleugerament tòxics. D'igual forma amb el rubidi, el cesi tendeix a substituir el potassi en el cos, però és significativament més gran i, per tant, és un substitut més pobre. L'excés de cesi pot conduir a hipocalèmia, arrítmia i aturada cardíaca agut, però aquestes quantitats normalment no es trobarien en les fonts naturals. Com a tal, el cesi no és un contaminant químic ambiental important. El valor de la dosi letal mitjana (DL50) per al clorur de cesi en ratolins és 2.3 grams per quilogram, que és comparable als valors LD50 de clorur de potassi i clorur de sodi. El clorur de cesi s'ha promogut com una teràpia alternativa contra el càncer, però s'ha relacionat amb la mort de més de 50 pacients, en els que es va utilitzar com a part d'un tractament científicament no validat.
Els radioisòtops de cesi requereixen precaucions especials; el maneig inadequat de les fonts de raigs gamma de cesi-137 pot provocar l'alliberament d'aquest radioisòtop i lesions per radiació. Potser el cas més conegut és l'accident de Goiânia el 1987, en el qual un sistema de radioteràpia mal disposat d'una clínica abandonada a la ciutat de Goiânia, Brasil, va ser eliminat d'un dipòsit de ferralla, i la sal de cesi resplendent es va vendre a curiosos. Aquest fet va acabar amb quatre morts i diverses lesions greus per exposició a la radiació. Juntament amb el cesi 134, el iode 131 i l'estronci 90, el cesi 137 es trobava entre els isòtops distribuïts pel desastre de Txernòbil que constitueixen el major risc per a la salut. Presumiblement, els radioisòtops de franci també serien perillosos per la seva alta energia de descomposició i la seva curta vida mitjana, però cap s'ha produït en quantitats prou grans com per representar un risc greu.